# Simorre
Simorre (Cimòrra en gascon) est une commune française située dans le département du Gers, en région Occitanie. Sur le plan historique et culturel, la commune est dans le pays d'Astarac, un territoire du sud gersois très vallonné, au sol argileux, qui longe le plateau de Lannemezan.
Exposée à un climat océanique altéré, elle est drainée par la Gimone, la Marcaoue, la Lauze, la Bergone, le Ricaut et par divers autres petits cours d'eau. La commune possède un patrimoine naturel remarquable : un site Natura 2000 (la « vallée et coteaux de la Lauze ») et quatre zones naturelles d'intérêt écologique, faunistique et floristique.
Simorre est une commune rurale qui compte 695 habitants en 2022, après avoir connu un pic de population de 1 842 habitants en 1851. Ses habitants sont appelés les Simorrains ou  Simorraines.
Le patrimoine architectural de la commune comprend deux  immeubles protégés au titre des monuments historiques : l'église Notre-Dame, classée en 1846, et l'église Saint-Valentin, inscrite en 1978.

## Géographie

### Localisation
Simorre est situé en Haut-Astarac, à 32 km au sud d'Auch. La ville est située au carrefour des routes D 12, qui la traverse du Nord au Sud, et de la route D 129, qui la traverse d'Est en Ouest. La route D 234 relie Simorre à Lombez.

### Communes limitrophes
Les communes limitrophes sont  Betcave-Aguin, Faget-Abbatial, Lamaguère, Pellefigue, Sabaillan, Saint-Élix-d'Astarac, Sémézies-Cachan, Tachoires, Tournan et Villefranche-d'Astarac.
| Faget-Abbatial, Lamaguère | Sémézies-Cachan | Saint-Élix-d'Astarac  |
| Tachoires                 | Simorre         | Pellefigue, Sabaillan |
| Betcave-Aguin             | Villefranche    | Tournan               |

### Géologie et relief
Simorre se situe en zone de sismicité 2 (sismicité faible).

### Hydrographie

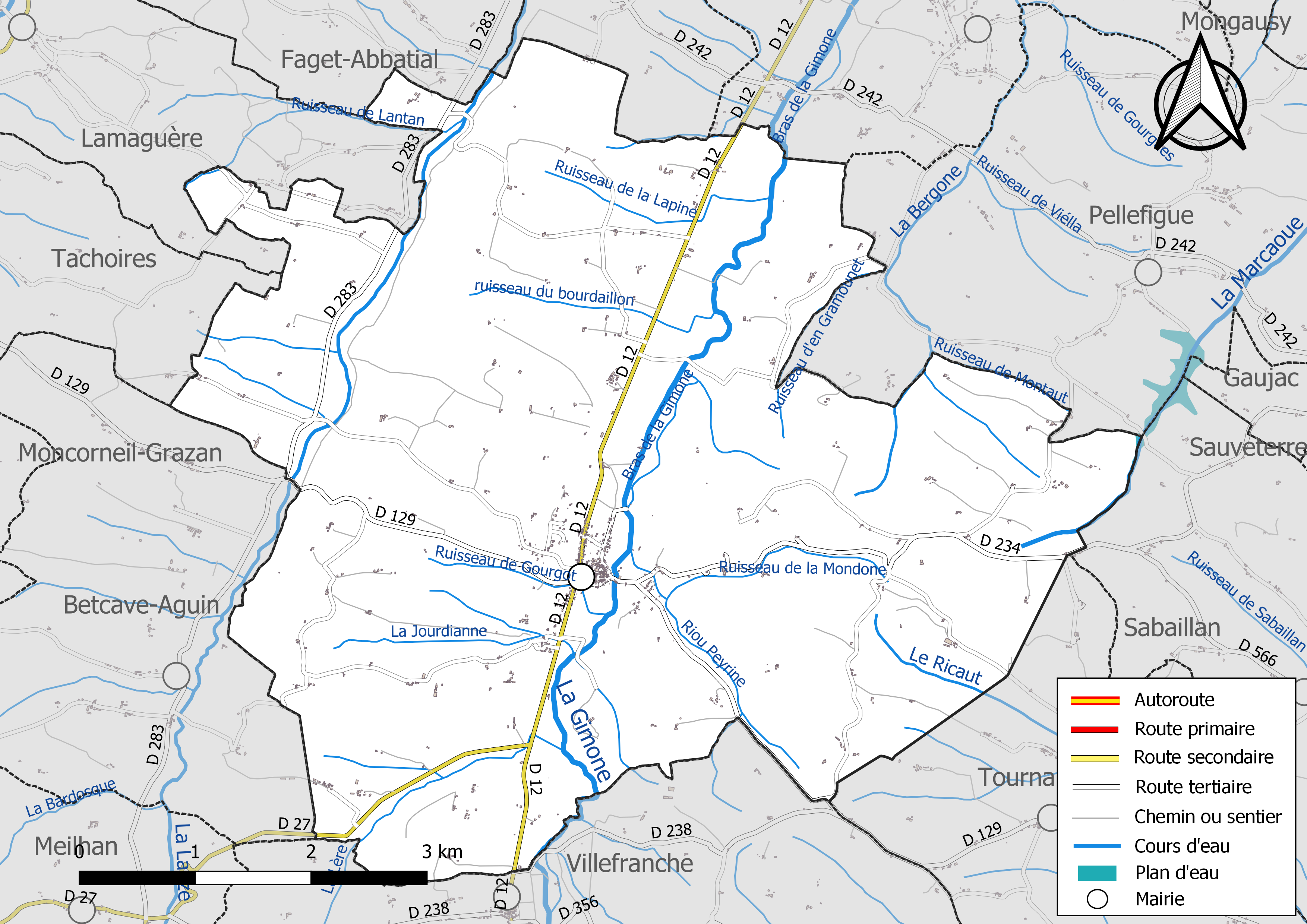
Réseaux hydrographique et routier de Simorre.

La commune est dans le bassin de la Garonne, au sein du bassin hydrographique Adour-Garonne. Elle est drainée par la Gimone, la Marcaoue, la Lauze, la Bergone, le Ricaut, un bras de la Gimone, un bras de la Gimone, la Jourdianne, la Lère, Riou Peyrine, le ruisseau de Gourgot, le ruisseau de la Lapine, le ruisseau de la Mondone, le ruisseau de Lantan, et par divers petits cours d'eau, qui constituent un réseau hydrographique de 43 km de longueur totale,.
La Gimone, d'une longueur totale de 135,7 km, prend sa source dans la commune de Saint-Loup-en-Comminges et s'écoule du sud-ouest vers le nord-est. Elle traverse la commune et se jette dans la Garonne à Castelferrus, après avoir traversé 54 communes.
La Marcaoue, d'une longueur totale de 36,4 km, prend sa source dans la commune de Simorre et s'écoule du sud-ouest vers le nord-est. Elle traverse la commune et se jette dans la Gimone à Touget, après avoir traversé 15 communes.
La Lauze, d'une longueur totale de 22,9 km, prend sa source dans la commune d'Aussos et s'écoule du sud-est vers le nord-ouest. Elle traverse la commune et se jette dans la Gimone à Saramon, après avoir traversé 11 communes.

### Climat
Pour des articles plus généraux, voir Climat de l'Occitanie et Climat du Gers.
En 2010, le climat de la commune est de type climat océanique altéré, selon une étude s'appuyant sur une série de données couvrant la période 1971-2000. En 2020, Météo-France publie une typologie des climats de la France métropolitaine dans laquelle la commune est toujours exposée à un climat océanique altéré et est dans la région climatique Aquitaine, Gascogne, caractérisée par une pluviométrie abondante au printemps, modérée en automne, un faible ensoleillement au printemps, un été chaud (19,5 °C), des vents faibles, des brouillards fréquents en automne et en hiver et des orages fréquents en été (15 à 20 jours).
Pour la période 1971-2000, la température annuelle moyenne est de 12,7 °C, avec une amplitude thermique annuelle de 15,6 °C. Le cumul annuel moyen de précipitations est de 759 mm, avec 10 jours de précipitations en janvier et 6,2 jours en juillet. Pour la période 1991-2020, la température moyenne annuelle observée sur la station météorologique la plus proche, située sur la commune de Lahas à 17 km à vol d'oiseau, est de 13,9 °C et le cumul annuel moyen de précipitations est de 633,5 mm,. Pour l'avenir, les paramètres climatiques de la commune estimés pour 2050 selon différents scénarios d'émission de gaz à effet de serre sont consultables sur un site dédié publié par Météo-France en novembre 2022.

### Milieux naturels et biodiversité

#### Réseau Natura 2000

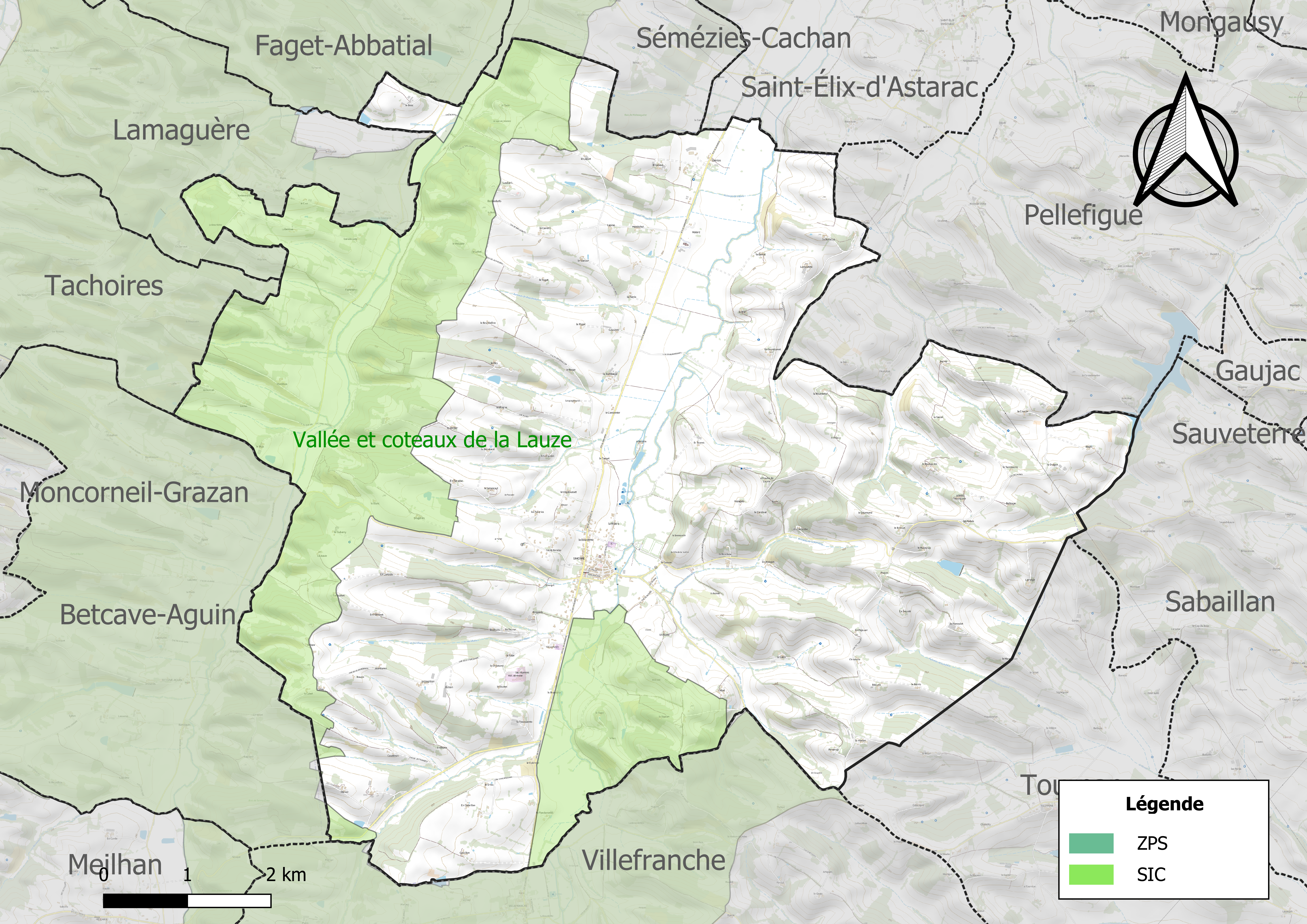
Site Natura 2000 sur le territoire communal.

Le réseau Natura 2000 est un réseau écologique européen de sites naturels d'intérêt écologique élaboré à partir des directives habitats et oiseaux, constitué de zones spéciales de conservation (ZSC) et de zones de protection spéciale (ZPS).
Un site Natura 2000 a été défini sur la commune au titre de la directive habitats : la « vallée et coteaux de la Lauze », d'une superficie de 5 399 ha, des coteaux occupés par un maillage bocager plus faiblement représenté dans le fond des vallées alluviales, avec des milieux à orchidées remarquables.

#### Zones naturelles d'intérêt écologique, faunistique et floristique
L'inventaire des zones naturelles d'intérêt écologique, faunistique et floristique (ZNIEFF) a pour objectif de réaliser une couverture des zones les plus intéressantes sur le plan écologique, essentiellement dans la perspective d'améliorer la connaissance du patrimoine naturel national et de fournir aux différents décideurs un outil d'aide à la prise en compte de l'environnement dans l'aménagement du territoire.
Deux ZNIEFF de type 1 sont recensées sur la commune :
les « coteaux de la Lauze » (588 ha), couvrant 5 communes du département, et 
l'« unité bocagère entre la Lauze et l'Arrats » (803 ha), couvrant 5 communes du département
et deux ZNIEFF de type 2, : 
- les « coteaux de la Lauze et de l'Arrats » (5 264 ha), couvrant 18 communes du département[20] ;
- le « cours de la Gimone et de la Marcaoue » (3 085 ha), couvrant 60 communes dont cinq dans la Haute-Garonne, 37 dans le Gers, une dans les Hautes-Pyrénées et 17 dans le Tarn-et-Garonne[21].

Carte des ZNIEFF de type 1 et 2 à Simorre.
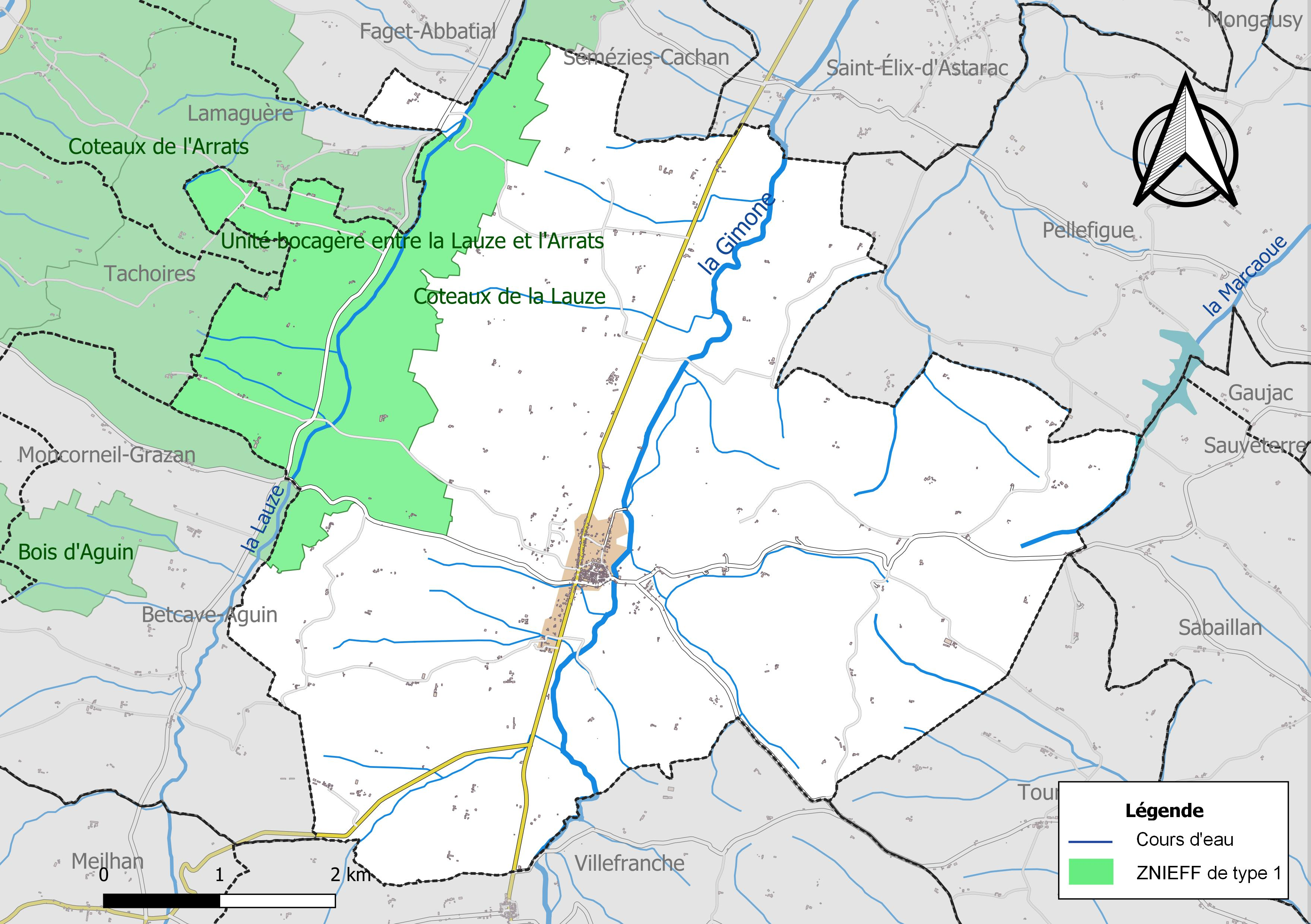
Carte des ZNIEFF de type 1 sur la commune.
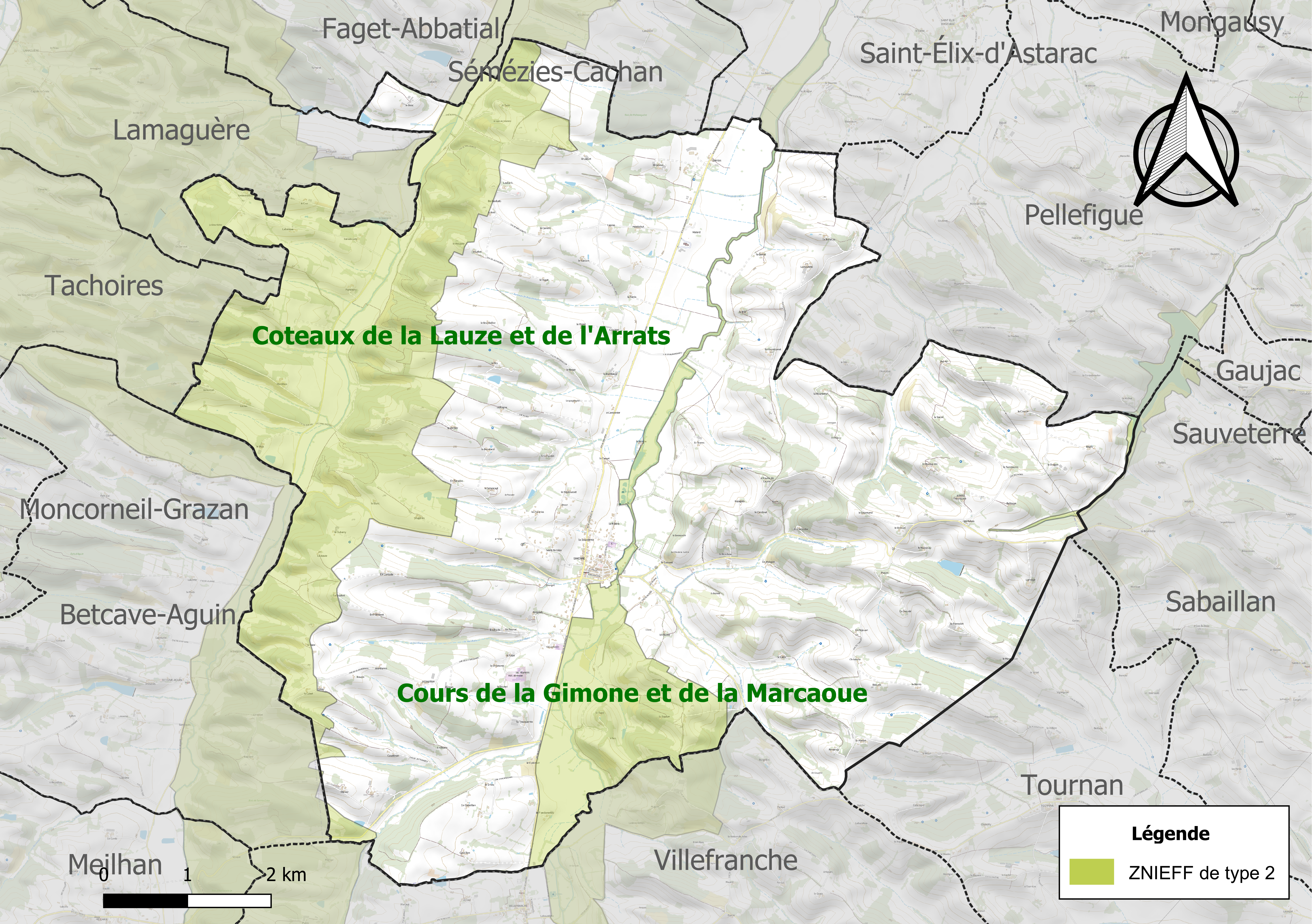
Carte des ZNIEFF de type 2 sur la commune.

## Urbanisme

### Typologie
Au 1er janvier 2024, Simorre est catégorisée commune rurale à habitat dispersé, selon la nouvelle grille communale de densité à sept niveaux définie par l'Insee en 2022.
Elle est située hors unité urbaine et hors attraction des villes,.

### Occupation des sols
L'occupation des sols de la commune, telle qu'elle ressort de la base de données européenne d’occupation biophysique des sols Corine Land Cover (CLC), est marquée par l'importance des territoires agricoles (89,6 % en 2018), une proportion sensiblement équivalente à celle de 1990 (89,1 %). La répartition détaillée en 2018 est la suivante : 
zones agricoles hétérogènes (52,3 %), terres arables (24,1 %), prairies (13,2 %), forêts (8,7 %), zones urbanisées (1 %), milieux à végétation arbustive et/ou herbacée (0,6 %). L'évolution de l’occupation des sols de la commune et de ses infrastructures peut être observée sur les différentes représentations cartographiques du territoire : la carte de Cassini (XVIIIe siècle), la carte d'état-major (1820-1866) et les cartes ou photos aériennes de l'IGN pour la période actuelle (1950 à aujourd'hui).

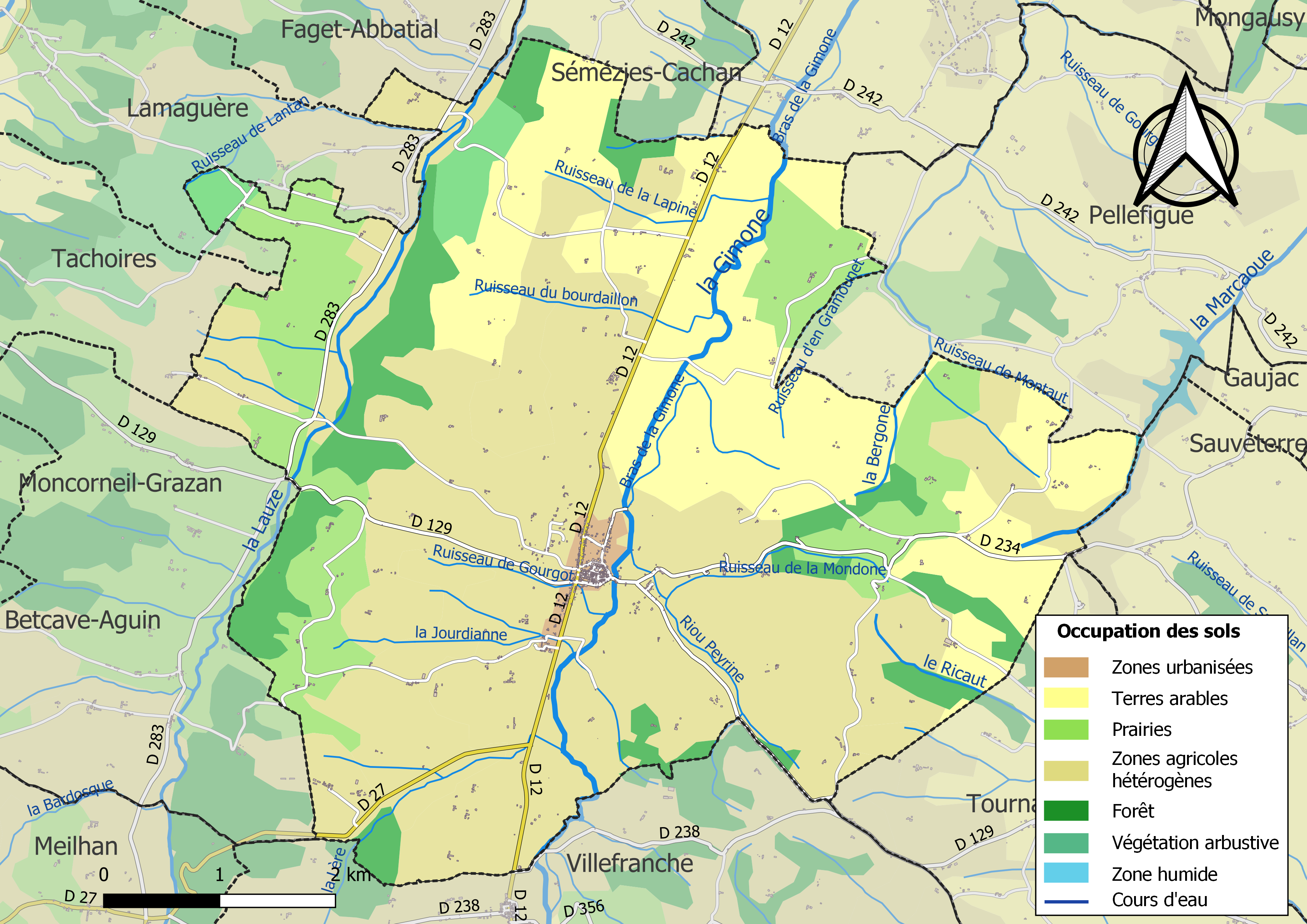
Carte des infrastructures et de l'occupation des sols de la commune en 2018 (CLC).

### Voies de communication et transports

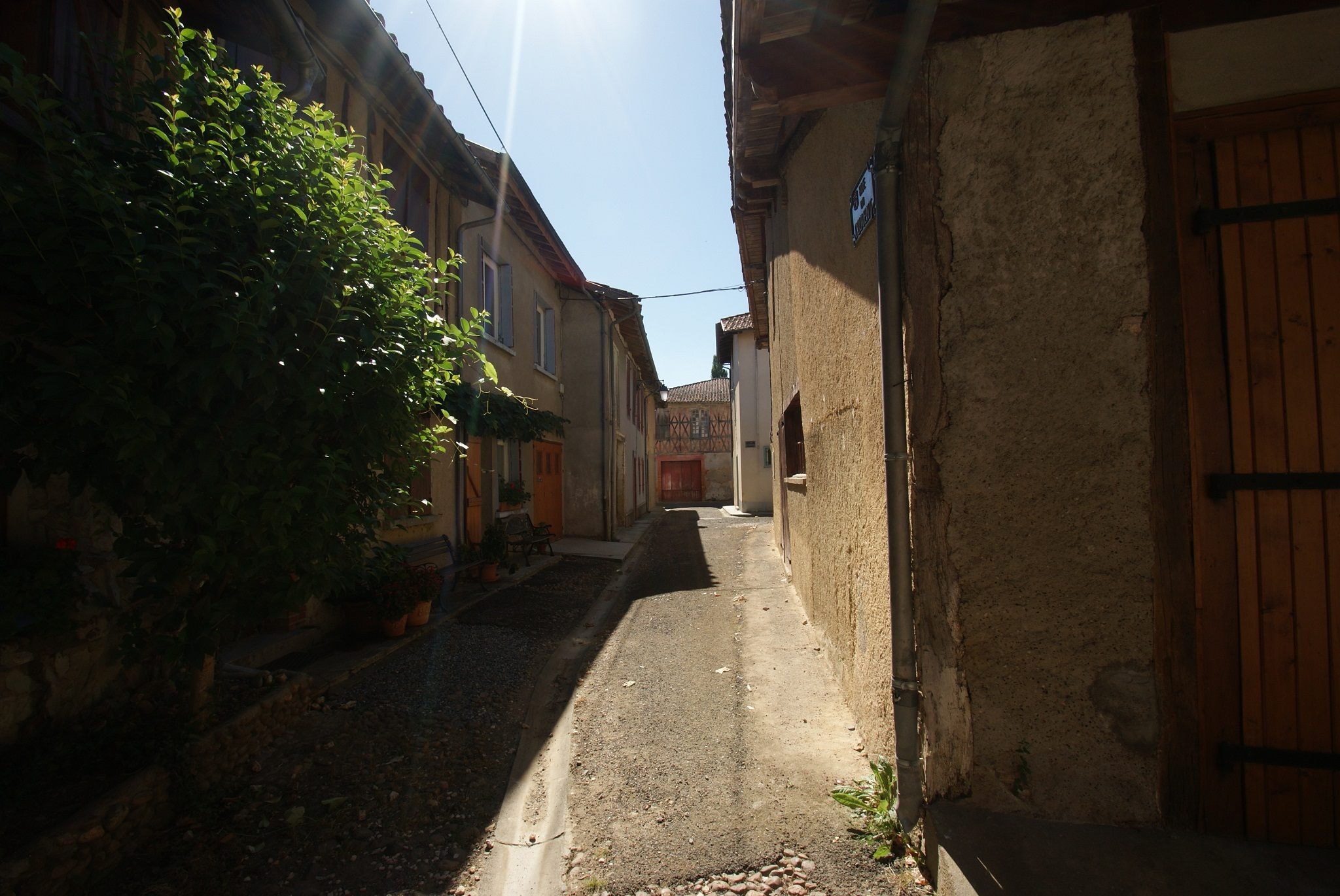
Une rue de Simorre.

### Risques majeurs
Le territoire de la commune de Simorre est vulnérable à différents aléas naturels : météorologiques (tempête, orage, neige, grand froid, canicule ou sécheresse), inondations et séisme (sismicité faible). Il est également exposé à un risque technologique, la rupture d'un barrage. Un site publié par le BRGM permet d'évaluer simplement et rapidement les risques d'un bien localisé soit par son adresse soit par le numéro de sa parcelle.

#### Risques naturels
Certaines parties du territoire communal sont susceptibles d’être affectées par le risque d’inondation par débordement de cours d'eau, notamment la Gimone, la Marcaoue et la Lauze. La cartographie des zones inondables en ex-Midi-Pyrénées réalisée dans le cadre du XIe Contrat de plan État-région, visant à informer les citoyens et les décideurs sur le risque d’inondation, est accessible sur le site de la DREAL Occitanie. La commune a été reconnue en état de catastrophe naturelle au titre des dommages causés par les inondations et coulées de boue survenues en 1999, 2000, 2008, 2009 et 2018,.

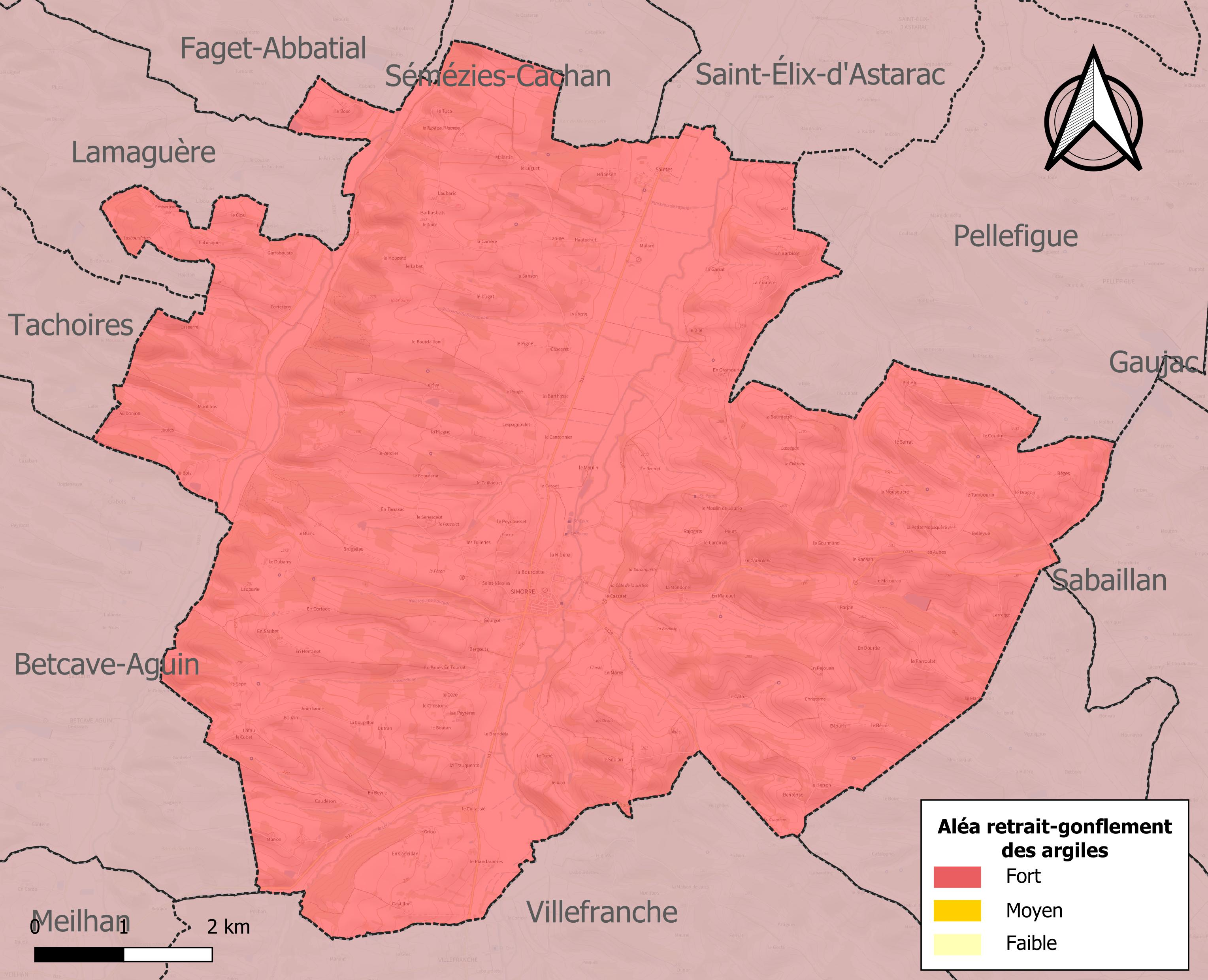
Carte des zones d'aléa retrait-gonflement des sols argileux de Simorre.

Le retrait-gonflement des sols argileux est susceptible d'engendrer des dommages importants aux bâtiments en cas d’alternance de périodes de sécheresse et de pluie. La totalité de la commune est en aléa moyen ou fort (94,5 % au niveau départemental et 48,5 % au niveau national). Sur les 431 bâtiments dénombrés sur la commune en 2019, 431 sont en aléa moyen ou fort, soit 100 %, à comparer aux 93 % au niveau départemental et 54 % au niveau national. Une cartographie de l'exposition du territoire national au retrait gonflement des sols argileux est disponible sur le site du BRGM,.
Par ailleurs, afin de mieux appréhender le risque d’affaissement de terrain, l'inventaire national des cavités souterraines permet de localiser celles situées sur la commune.
Concernant les mouvements de terrains, la commune a été reconnue en état de catastrophe naturelle au titre des dommages causés par la sécheresse en 1989, 1991, 1993, 2003, 2011, 2015, 2016 et 2017 et par des mouvements de terrain en 1999.

#### Risques technologiques
La commune est en outre située en aval du barrage de la Gimone, un ouvrage de classe A disposant d'une retenue de 25 millions de mètres cubes. La fiche réflexe du PPI définit le temps d'arrivée de l'onde et la zone d'accueil selon la position des habitants concernés par rapport à la Gimone (rive droite ou gauche),. À ce titre elle est susceptible d’être touchée par l’onde de submersion consécutive à la rupture de cet ouvrage,.

## Toponymie
D'après l'étude de Lucien Babonneau publiée dans les années 1960, le toponyme de Simorre viendrait du celte-ibère Cimogorra, avec les deux racines "CIM" = remarquable, et "GORRA" = hauteur.

## Histoire
Simorre est une des plus anciennes sauvetés du Gers. Autrefois bâtie au sud-ouest sur le pendant d'une colline, la ville est détruite par un incendie et rebâtie en 1141 près de la Gimone sur un enclos donné par les Bénédictins de Simorre. Le père abbé, qui en était le seigneur, leur accorde des coutumes en 1268.

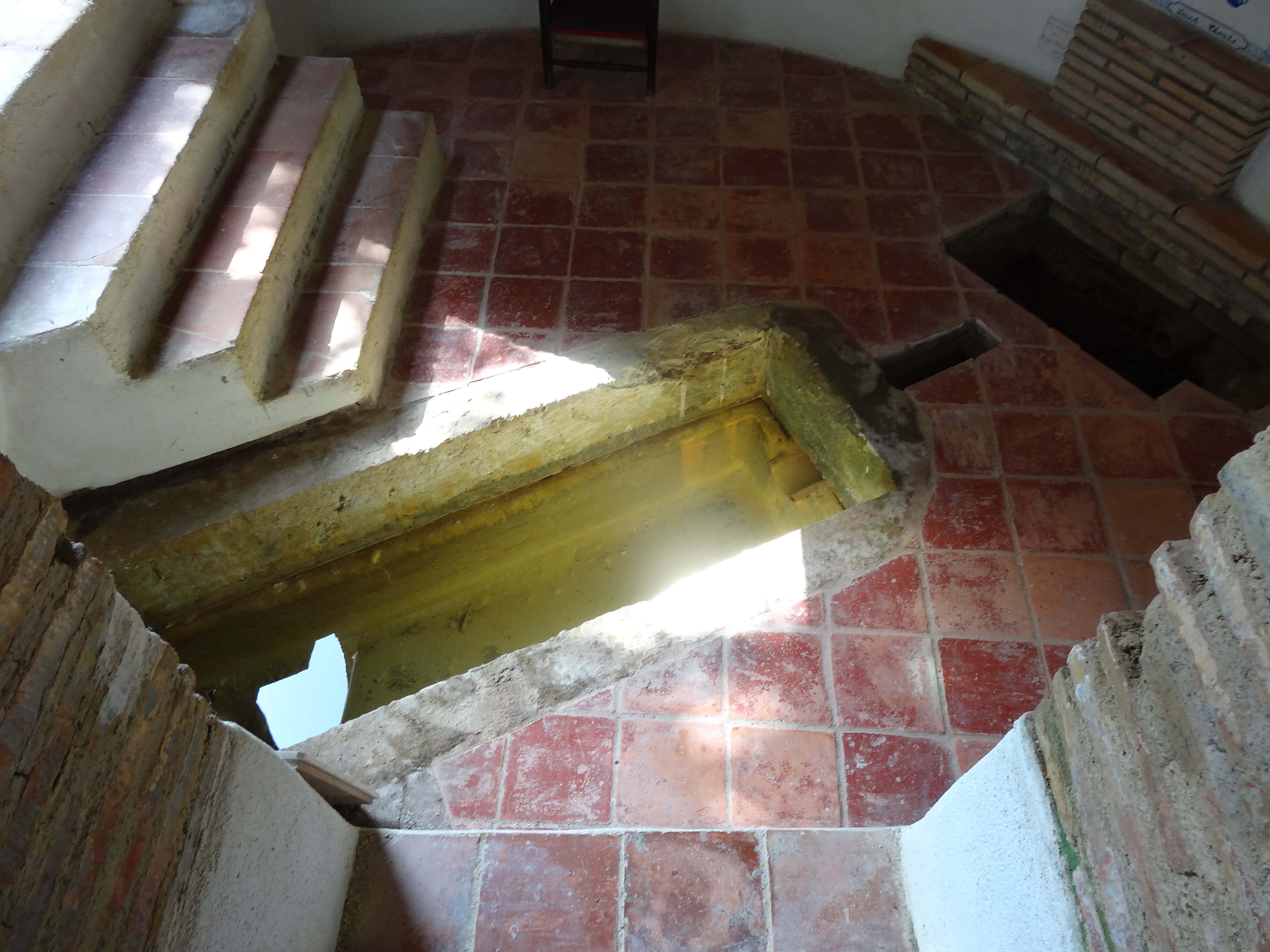
Le tombeau de saint Cérats en 2021.

L'abbaye, attestée dès 817, a été construite au VIe siècle sur l'emplacement d'un ancien oratoire élevé au Ve par saint Cerats (Cérat, Cérétius) dont le tombeau se trouve dans la chapelle de Saintes. L'abbaye fut ravagée par les Sarrasins et par les Normands.
L'église est fortifié aux XIIe et XIVe siècles pour servir de refuge puis remaniée au XIXe. Son abbatiale possède un patrimoine remarquable (trésor, reliquaire, stalles…).
Le village possède encore sa vieille halle centrale et de nombreuses maisons à colombage et à encorbellements.

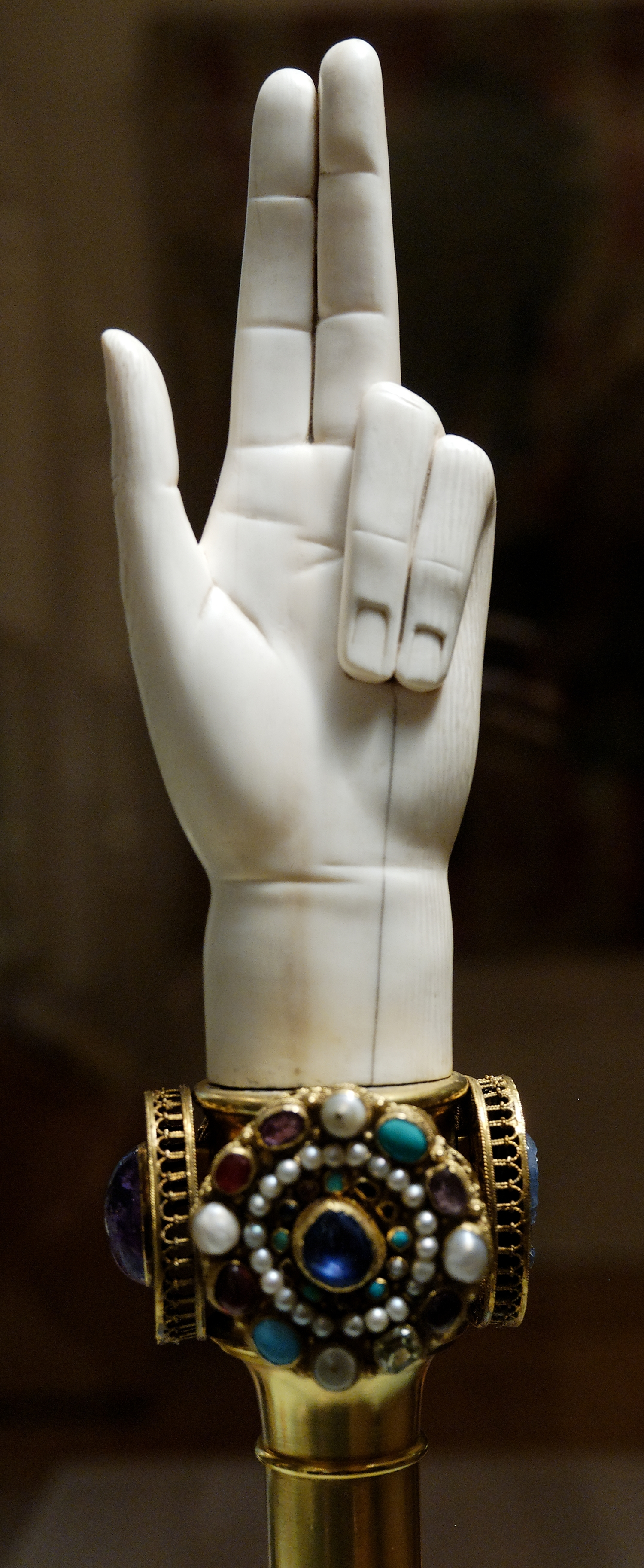
Main de justice incluant l'anneau royal de St-Denis incrusté d'odontolite de Simorre (musée du Louvre).

Au moyen-âge Simorre a été un haut lieu de la production d'odontolite, une gemme utilisée en joaillerie. De nombreux auteurs l'ont appelée turquoise de Simorre.
À Simorre, village voisin du centre potier de Sémézies-Cachan, le lundi de Pâques, avait lieu la heyro dous chioulets (foire des sifflets). Au cours de cette journée placée sous le patronage de saint Cérats, le patron de Simorre, la foule s'installait autour de l'oratoire de l'abbaye de Saintes où la tradition situait le tombeau du saint. On achetait les sifflets aux potiers venus vendre leur production, mais on y louait aussi domestiques et servantes.

## Politique et administration

### Liste des maires
{

## Population et société

### Démographie
| 1793  | 1800  | 1806  | 1821  | 1831  | 1841  | 1846  | 1851  | 1856  |
| ----- | ----- | ----- | ----- | ----- | ----- | ----- | ----- | ----- |
| 1 252 | 1 394 | 1 482 | 1 519 | 1 601 | 1 729 | 1 681 | 1 842 | 1 806 |

| 1861  | 1866  | 1872  | 1876  | 1881  | 1886  | 1891  | 1896  | 1901  |
| ----- | ----- | ----- | ----- | ----- | ----- | ----- | ----- | ----- |
| 1 821 | 1 803 | 1 813 | 1 840 | 1 809 | 1 801 | 1 719 | 1 568 | 1 559 |

| 1906  | 1911  | 1921  | 1926  | 1931  | 1936  | 1946  | 1954 | 1962 |
| ----- | ----- | ----- | ----- | ----- | ----- | ----- | ---- | ---- |
| 1 535 | 1 424 | 1 159 | 1 201 | 1 167 | 1 120 | 1 058 | 999  | 931  |

| 1968 | 1975 | 1982 | 1990 | 1999 | 2006 | 2007 | 2012 | 2017 |
| ---- | ---- | ---- | ---- | ---- | ---- | ---- | ---- | ---- |
| 911  | 806  | 804  | 708  | 698  | 665  | 660  | 706  | 710  |

| 2022 | - | - | - | - | - | - | - | - |
| ---- | - | - | - | - | - | - | - | - |
| 695  | - | - | - | - | - | - | - | - |

### Enseignement
Simorre dispose d'un groupe scolaire complet de classes maternelles et élémentaires.

## Économie

### Revenus
En 2018  (données Insee publiées en septembre 2021), la commune compte 306 ménages fiscaux, regroupant 607 personnes. La médiane du revenu disponible par unité de consommation est de 18 820 € (20 820 € dans le département).

### Emploi
|                | 2008  | 2013  | 2018  |
| -------------- | ----- | ----- | ----- |
| Commune        | 5,2 % | 8,9 % | 9,6 % |
| Département    | 6,1 % | 7,5 % | 8,2 % |
| France entière | 8,3 % | 10 %  | 10 %  |

En 2018, la population âgée de 15 à 64 ans s'élève à 343 personnes, parmi lesquelles on compte 70,9 % d'actifs (61,2 % ayant un emploi et 9,6 % de chômeurs) et 29,1 % d'inactifs,. En  2018, le taux de chômage communal (au sens du recensement) des 15-64 ans est supérieur à celui du département, mais inférieur à celui de la France, alors qu'il était inférieur à celui du département et de la France en 2008.
La commune est hors attraction des villes,. Elle compte 194 emplois en 2018, contre 201 en 2013 et 207 en 2008. Le nombre d'actifs ayant un emploi résidant dans la commune est de 220, soit un indicateur de concentration d'emploi de 88 % et un taux d'activité parmi les 15 ans ou plus de 41,5 %.
Sur ces 220 actifs de 15 ans ou plus ayant un emploi, 116 travaillent dans la commune, soit 53 % des habitants. Pour se rendre au travail, 64,5 % des habitants utilisent un véhicule personnel ou de fonction à quatre roues, 4,1 % les transports en commun, 8,2 % s'y rendent en deux-roues, à vélo ou à pied et 23,2 % n'ont pas besoin de transport (travail au domicile).

### Activités hors agriculture

#### Secteurs d'activités
89 établissements sont implantés  à Simorre au 31 décembre 2019. Le tableau ci-dessous en détaille le nombre par secteur d'activité et compare les ratios avec ceux du département,.
| Secteur d'activité                                                                                        | Commune | Commune | Département |
| Secteur d'activité                                                                                        | Nombre  | %       | %           |
| --- | ------- | ------- | ----------- |
| Ensemble                                                                                                  | 89      | 100 %   | (100 %)     |
| Industrie manufacturière, industries extractives et autres                                                | 25      | 28,1 %  | (12,3 %)    |
| Construction                                                                                              | 7       | 7,9 %   | (14,6 %)    |
| Commerce de gros et de détail, transports, hébergement et restauration                                    | 19      | 21,3 %  | (27,7 %)    |
| Information et communication                                                                              | 1       | 1,1 %   | (1,8 %)     |
| Activités financières et d'assurance                                                                      | 1       | 1,1 %   | (3,5 %)     |
| Activités immobilières                                                                                    | 3       | 3,4 %   | (5,2 %)     |
| Activités spécialisées, scientifiques et techniques et activités de services administratifs et de soutien | 9       | 10,1 %  | (14,4 %)    |
| Administration publique, enseignement, santé humaine et action sociale                                    | 15      | 16,9 %  | (12,3 %)    |
| Autres activités de services                                                                              | 9       | 10,1 %  | (8,3 %)     |

Le secteur de l'industrie manufacturière, des industries extractives et autres est prépondérant sur la commune puisqu'il représente 28,1 % du nombre total d'établissements de la commune (25 sur les 89 entreprises implantées  à Simorre), contre 12,3 % au niveau départemental.

#### Entreprises et commerces
Les trois entreprises ayant leur siège social sur le territoire communal qui génèrent le plus de chiffre d'affaires en 2020 sont : 
- Despaux ML, commerce de détail alimentaire sur éventaires et marchés (255 k€)
- Alliance Verte, autres activités de soutien aux entreprises n.c.a. (101 k€)
- Hebisol, activités spécialisées, scientifiques et techniques diverses (4 k€)

### Agriculture
La commune est dans l'Astarac, une petite région agricole englobant tout le Sud du département du Gers, un quart de sa superficie, et correspondant au pied de lʼéventail gascon. En 2020, l'orientation technico-économique de l'agriculture  sur la commune est la polyculture et/ou le polyélevage.
|               | 1988  | 2000  | 2010  | 2020  |
| ------------- | ----- | ----- | ----- | ----- |
| Exploitations | 75    | 59    | 47    | 34    |
| SAU (ha)      | 2 372 | 2 565 | 2 262 | 2 708 |

Le nombre d'exploitations agricoles en activité et ayant leur siège dans la commune est passé de 75 lors du recensement agricole de 1988  à 59 en 2000 puis à 47 en 2010 et enfin à 34 en 2020, soit une baisse de 55 % en 32 ans. Le même mouvement est observé à l'échelle du département qui a perdu pendant cette période 51 % de ses exploitations,. La surface agricole utilisée sur la commune a quant à elle augmenté, passant de 2 372 ha en 1988 à 2 708 ha en 2020. Parallèlement la surface agricole utilisée moyenne par exploitation a augmenté, passant de 32 à 80 ha.

## Culture locale et patrimoine

### Lieux et monuments
- L'église Notre-Dame[47]  Classé MH (1846). Église abbatiale construite au XIVe siècle, dont l'aspect d'église fortifiée a été créé au XIXe siècle par Viollet-le-Duc.
On remarque trois types de matériaux de construction : la brique d'origine, la pierre, cadeau d'une autre abbaye lors de l'extension de l'église et les briques rapportées au XIXe siècle pour donner un aspect fortifié à l'église.

L'église Notre-Dame
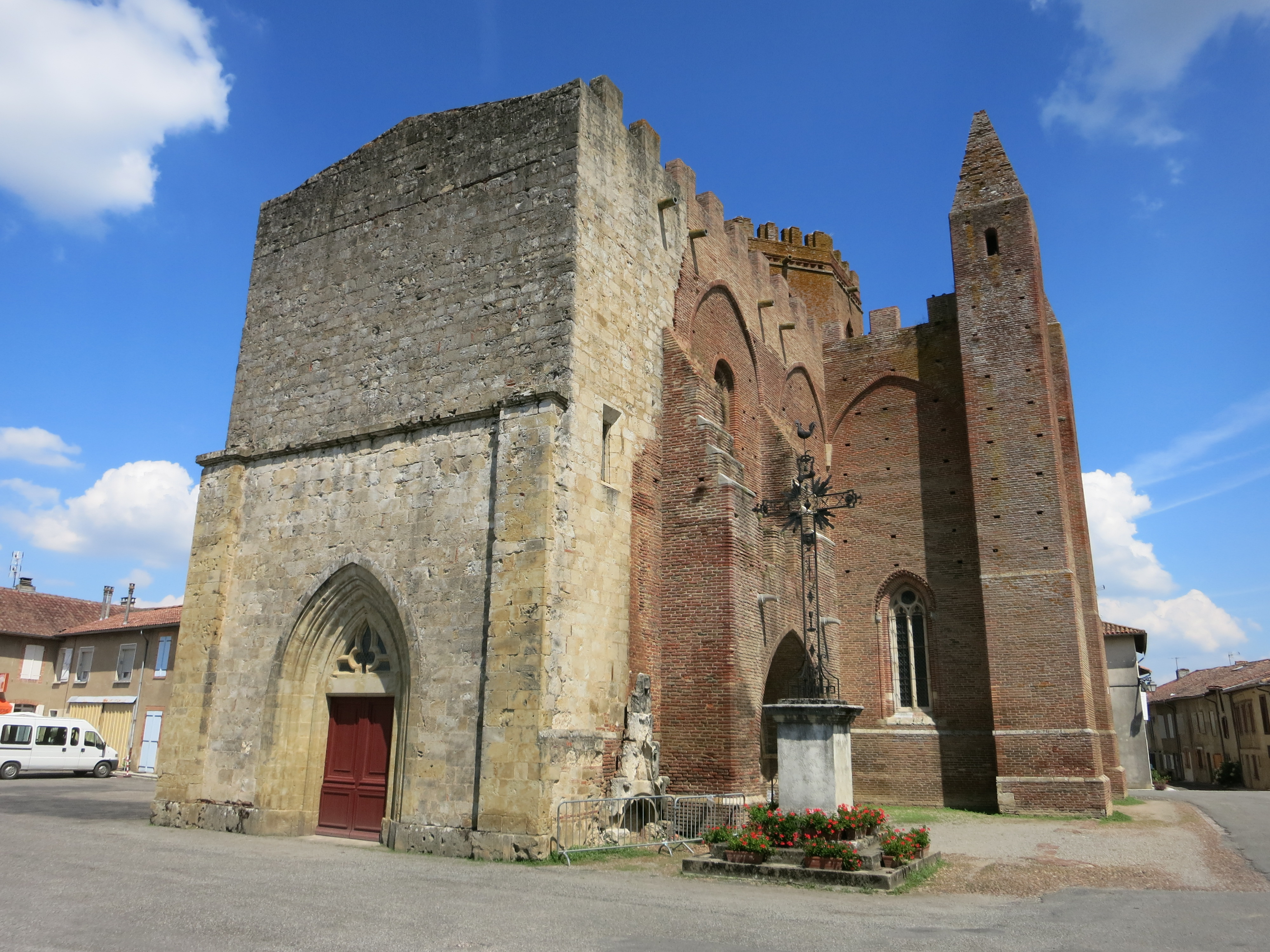
L'église en 2014.
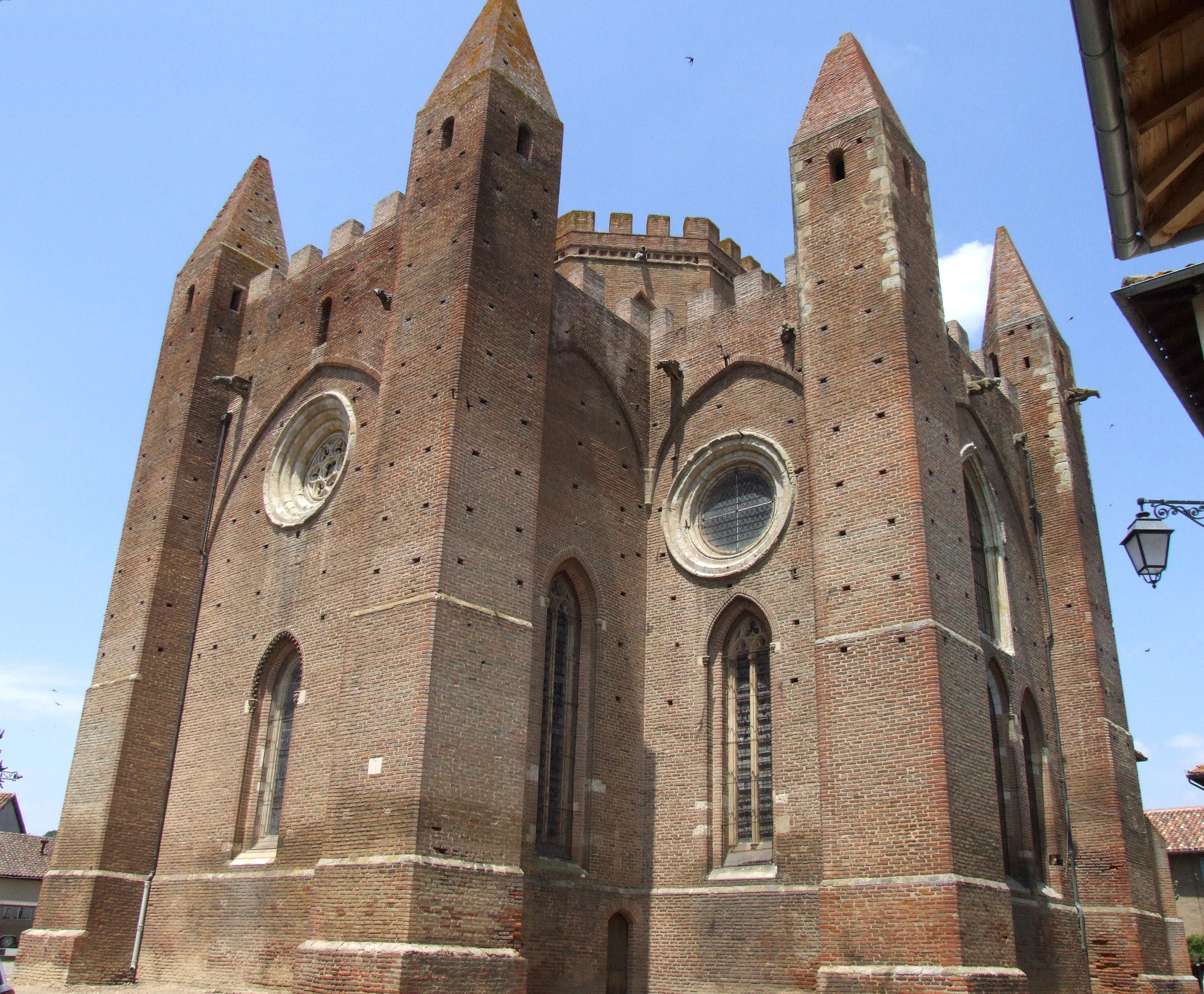
Le transept sud et le chevet.
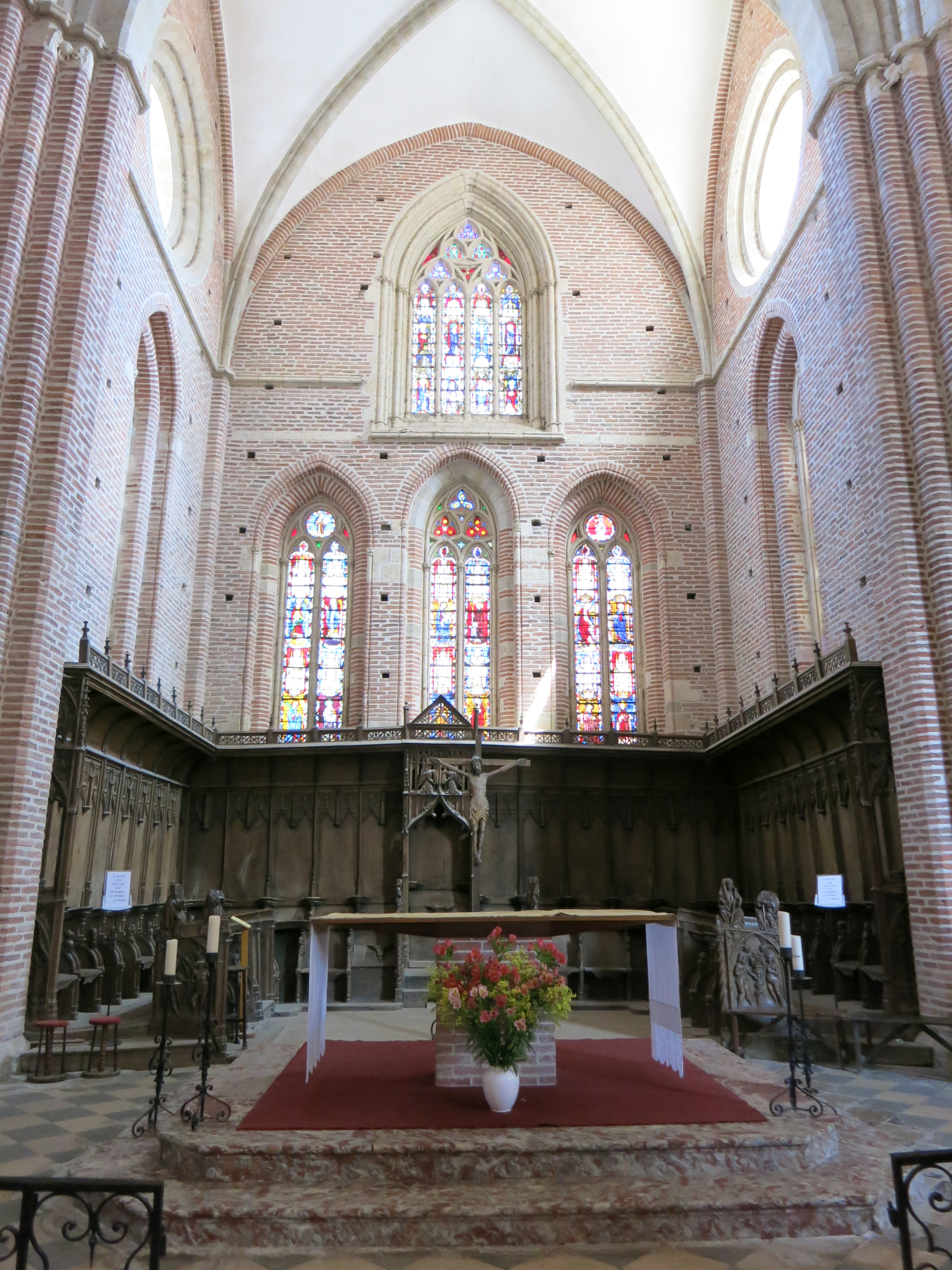
Le chœur, l'autel et les stalles.
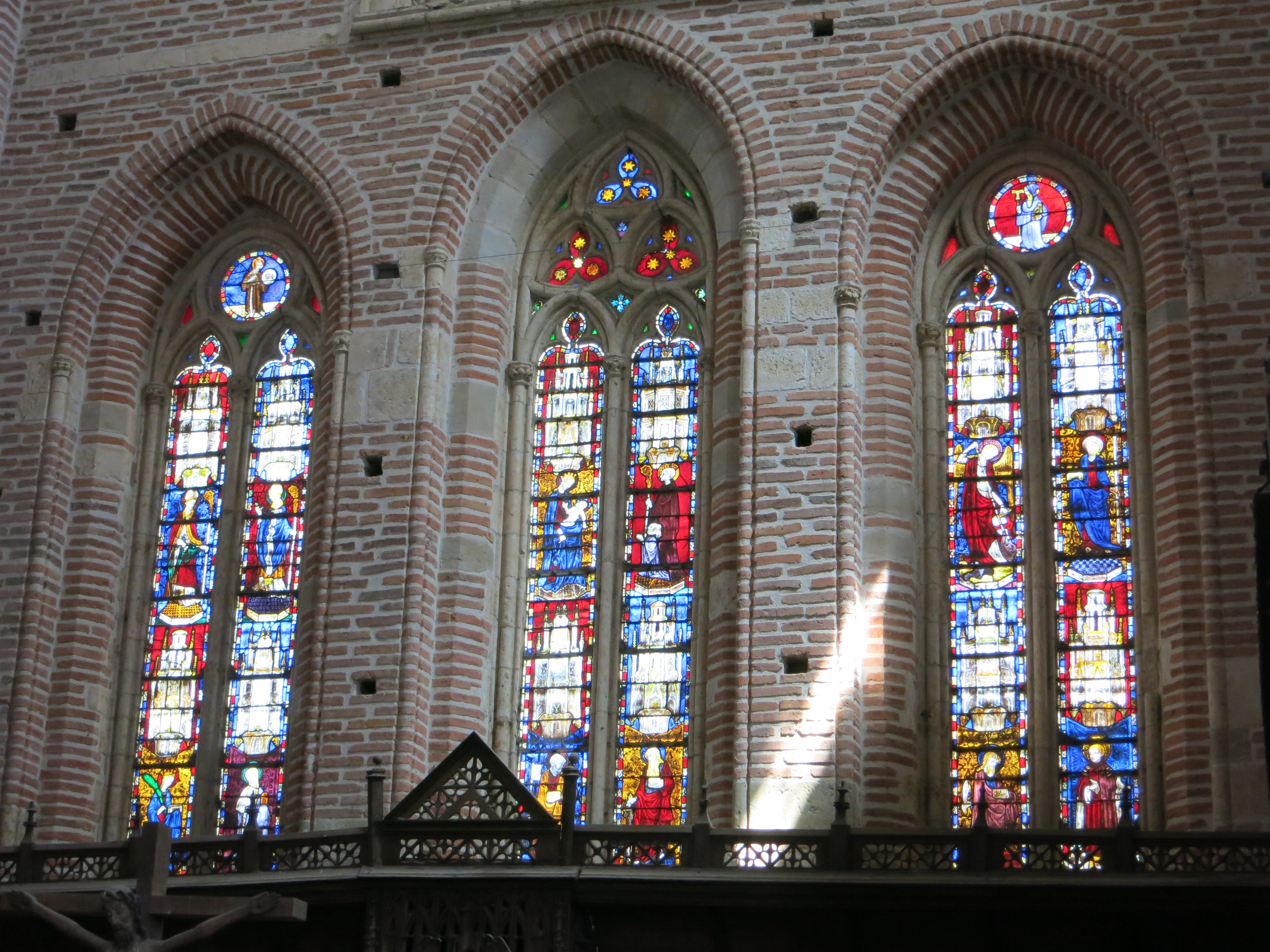
Vitraux.
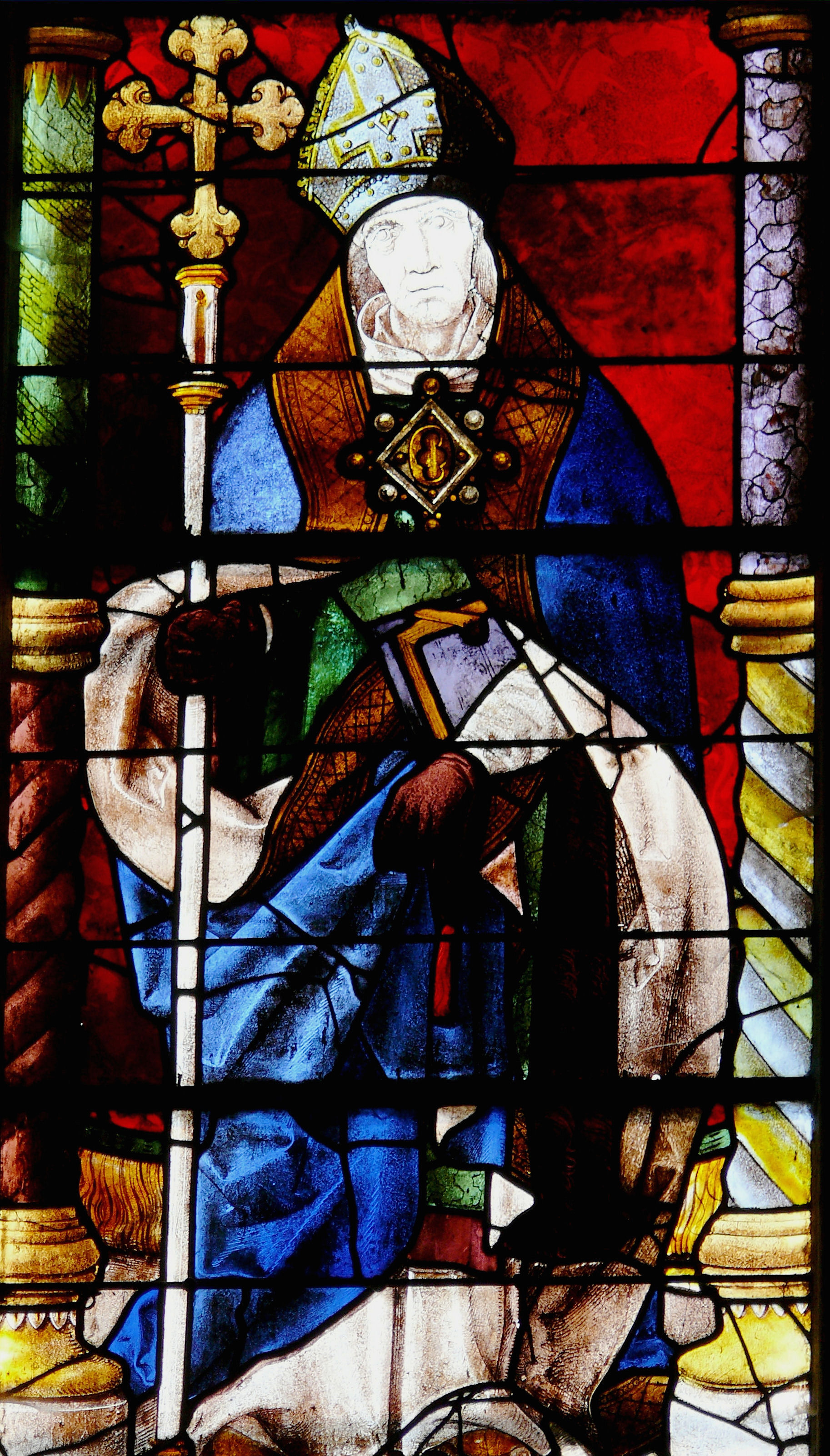
Vitrail Renaissance représentant saint Cérats.

- Église Saint-Valentin de Baillasbats.
- Église de Saintes. Elle a fait l'objet de travaux et d'une reconversion au cours des années 2010.

L'église de Saintes
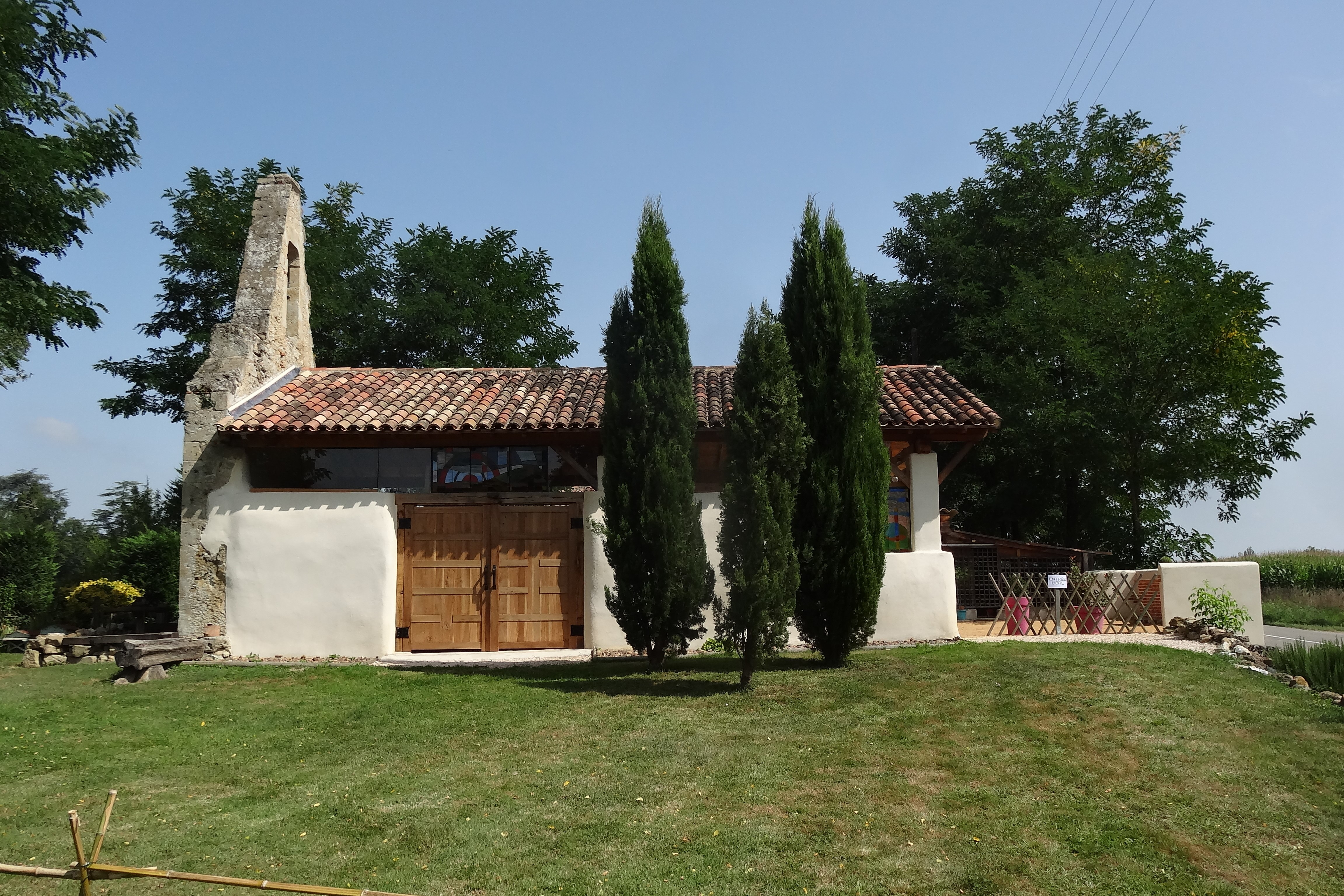
L'église en 2021.
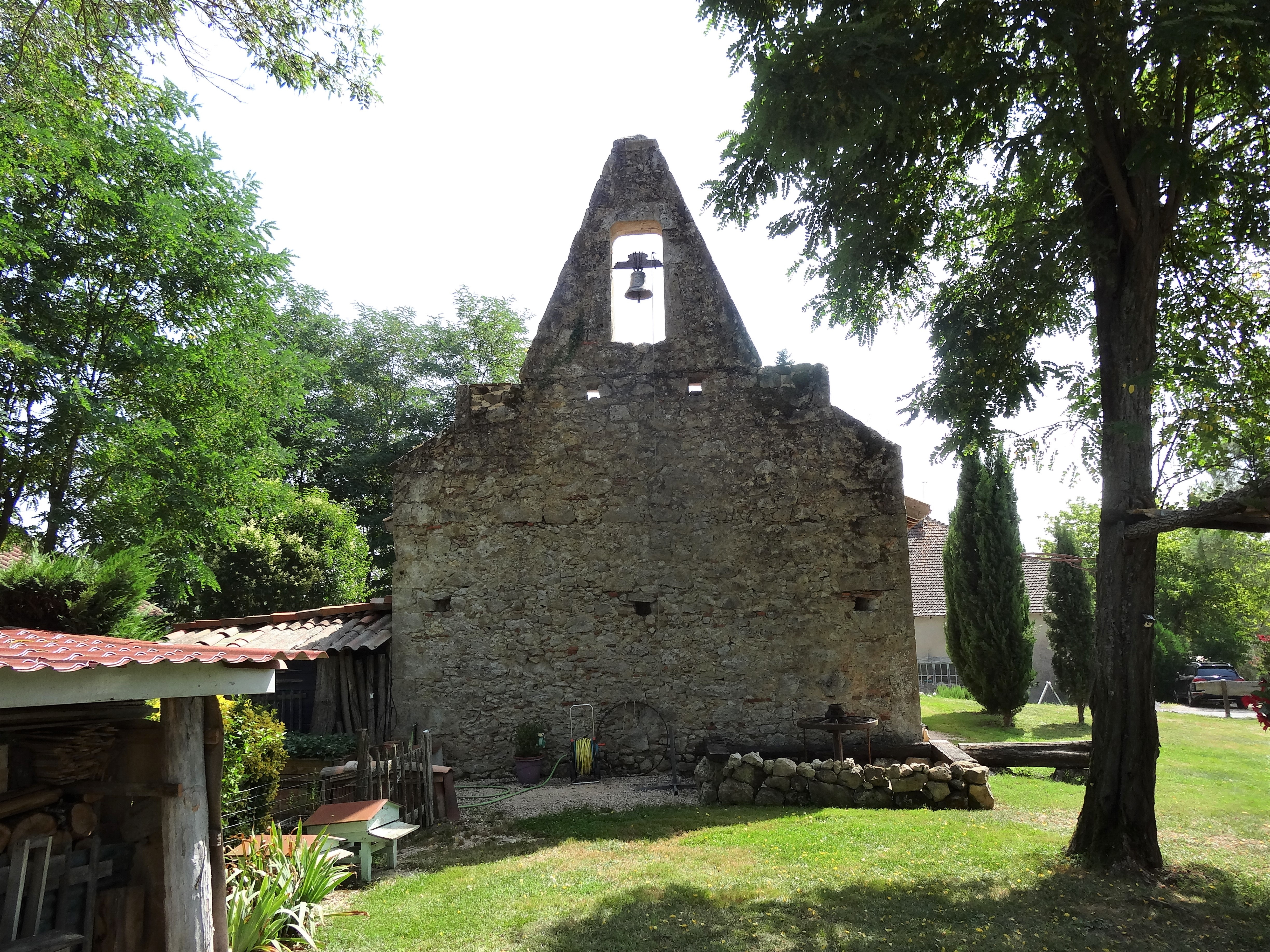
Le clocher-mur.
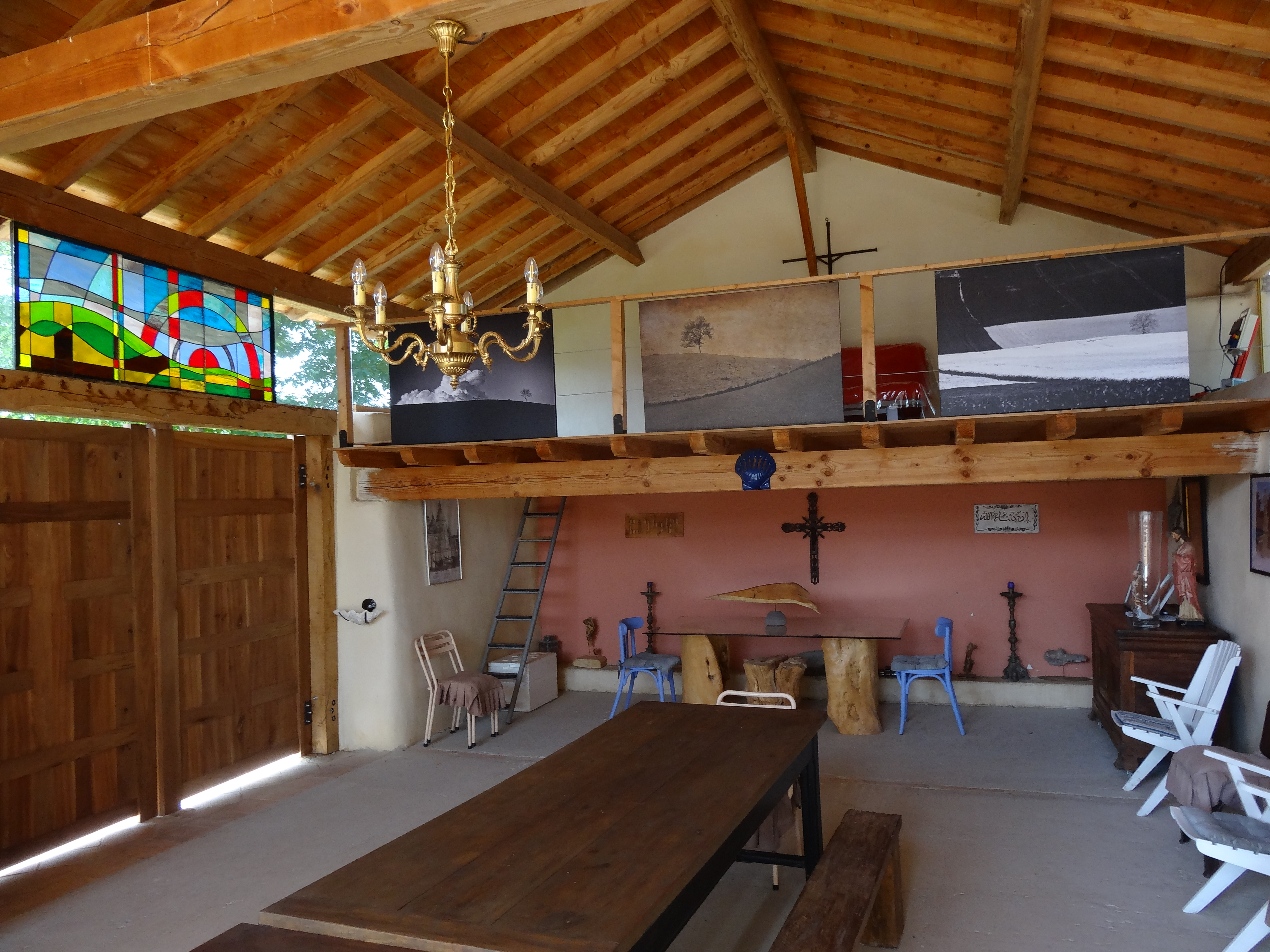
L'intérieur à l'occasion de la Ronde des Expos.
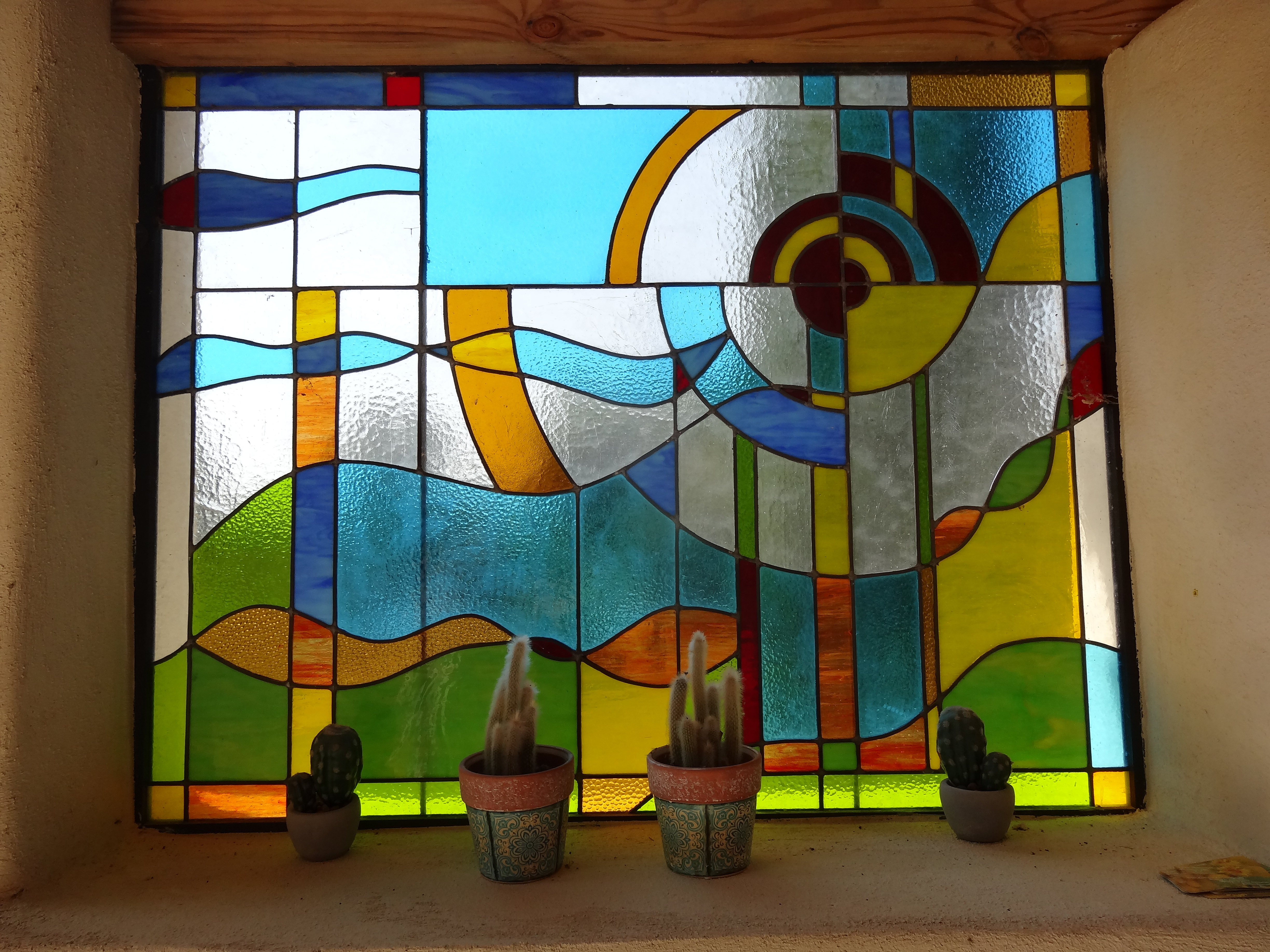
Vitrail profane.

- La chapelle du tombeau de saint Cérats à Saintes. La chapelle primitive a été vendue comme bien national en 1793 puis rasée. Le pèlerinage a repris à partir de 1815. Le sanctuaire a été relevé par le clergé en 1842, année où a débuté la réédification de la chapelle qui a perduré jusqu'en 1844. Une tentative avortée d'agrandissement a eu lieu en 1877. À partir de 2015, une association nommée « les Amis du Patrimoine de Saintes » réhabilite l'édifice, qui préserve notamment le tombeau de saint Cérats et la fontaine associée.

La chapelle du tombeau de saint Cérats
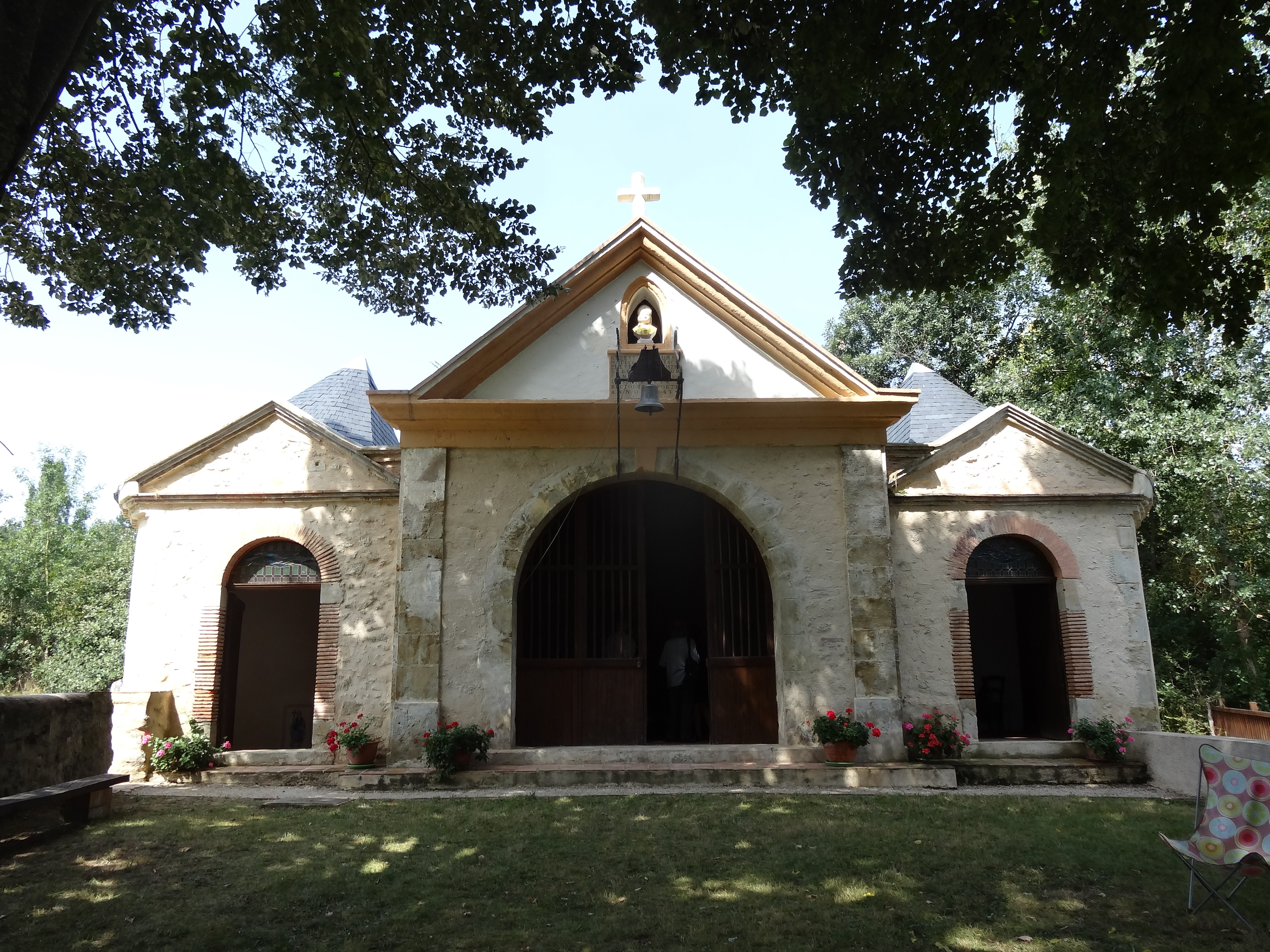
La façade est.
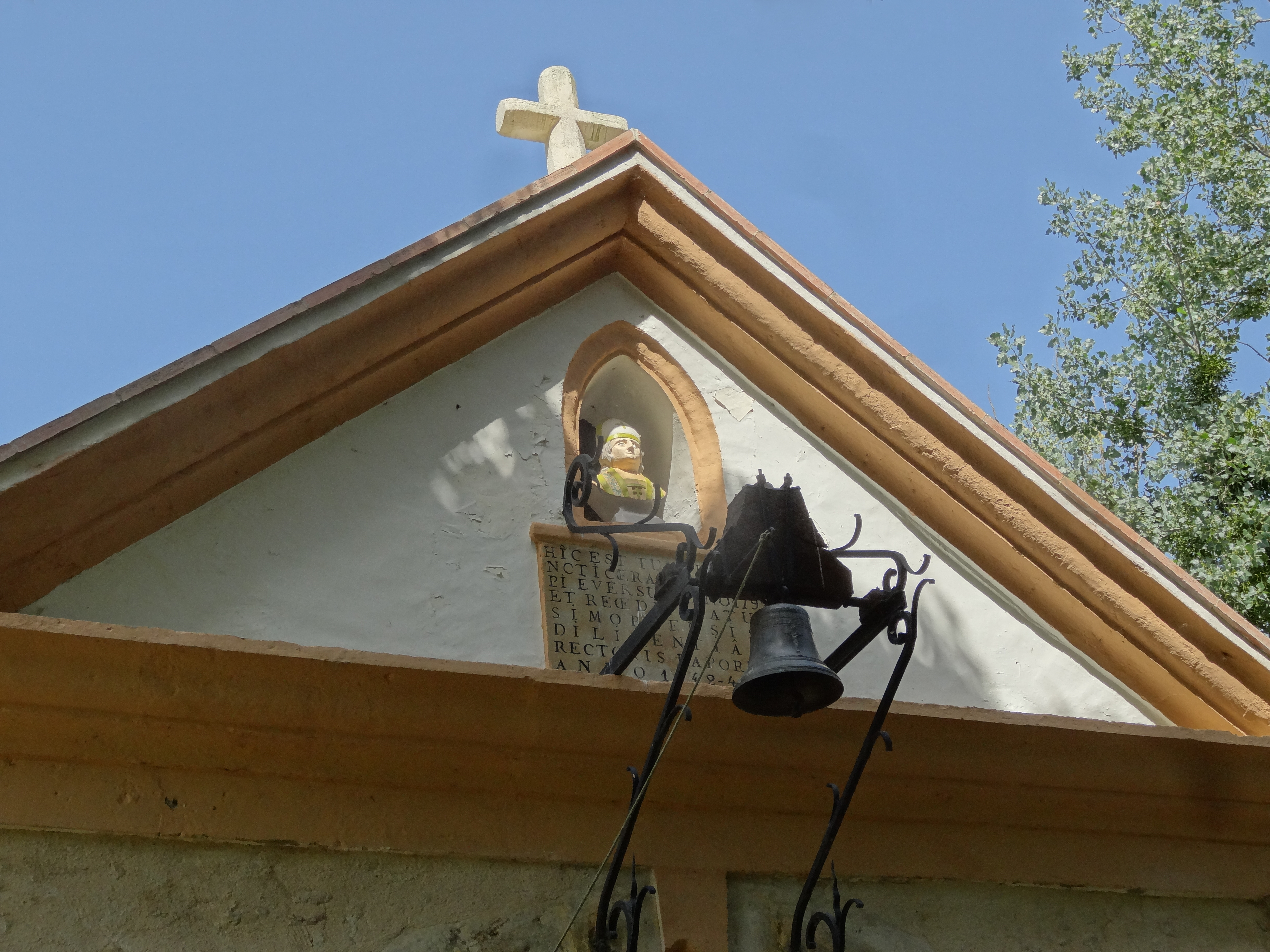
Le fronton.
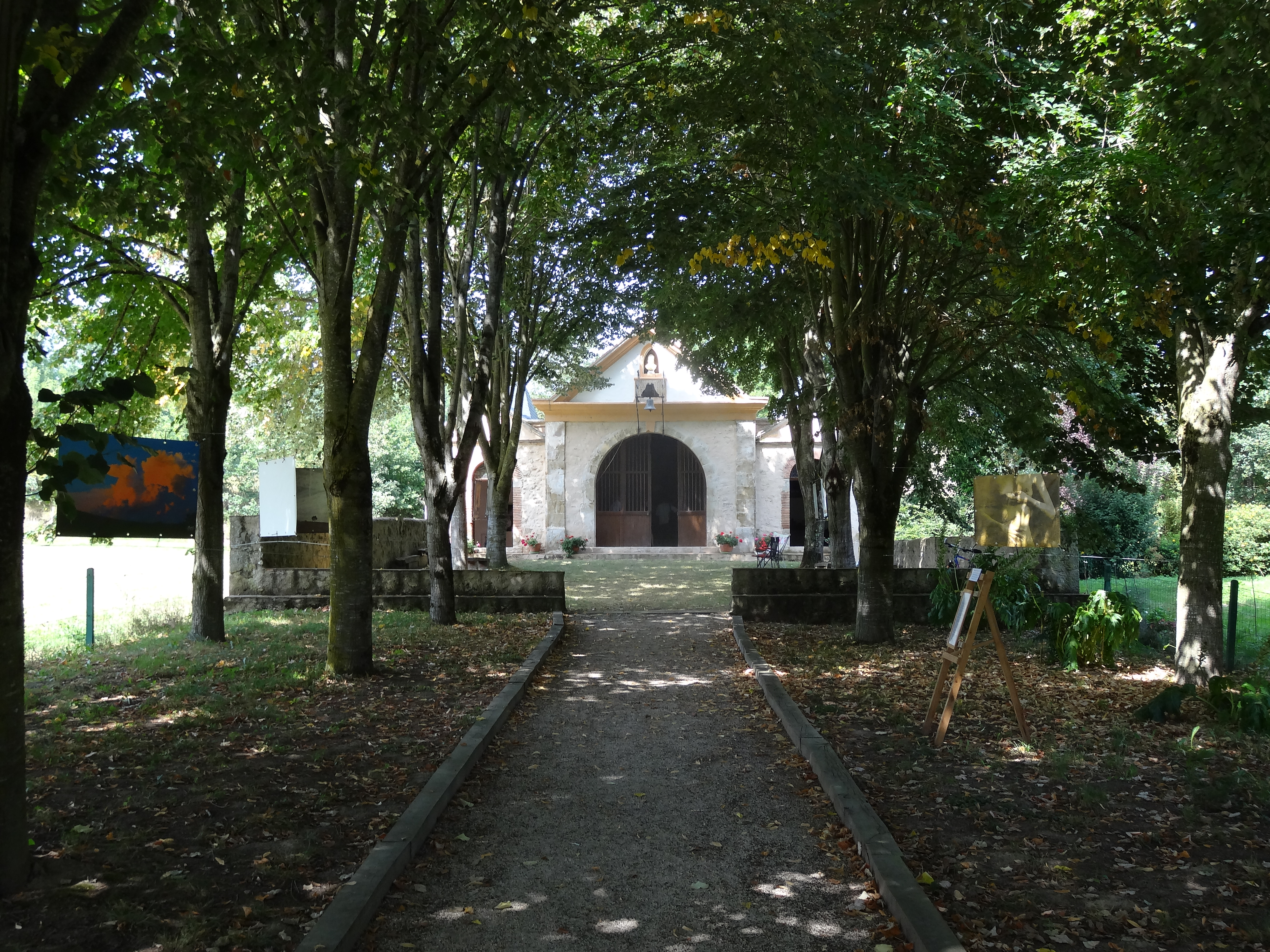
L'allée d'arbres symbolisant la nef manquante lors de « La Ronde des expos ».
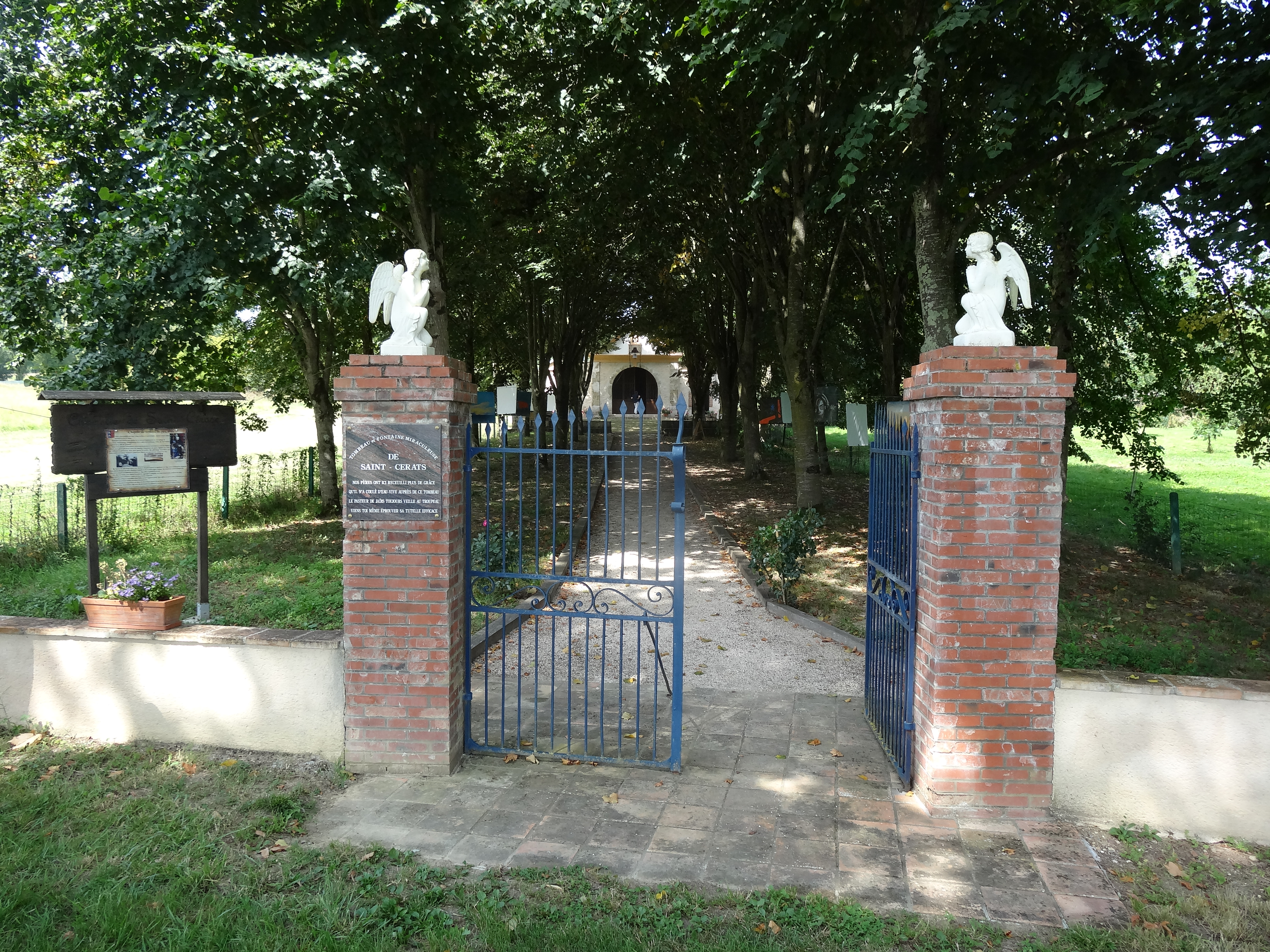
L'entrée en bordure de la D 12.
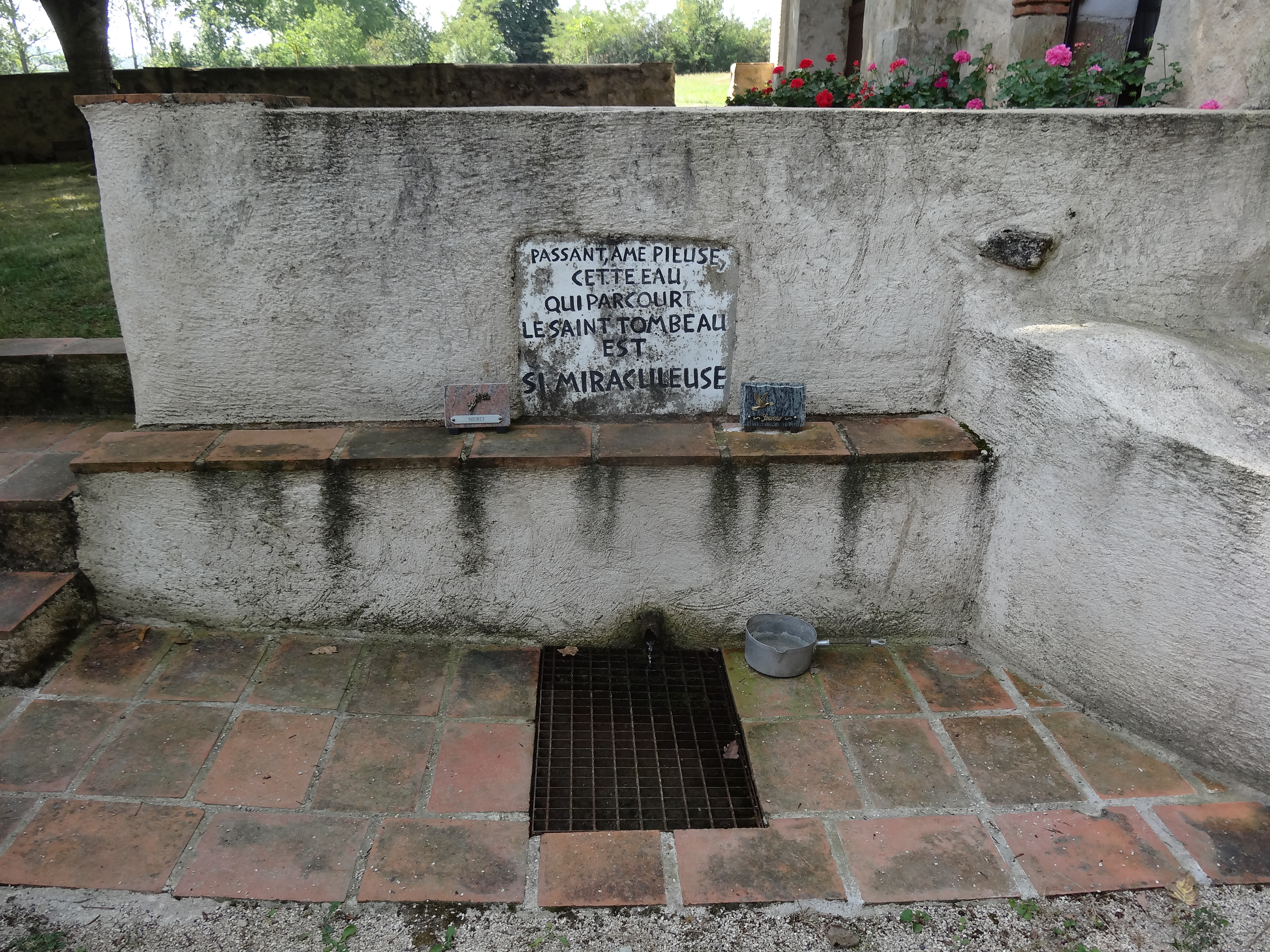
La fontaine.
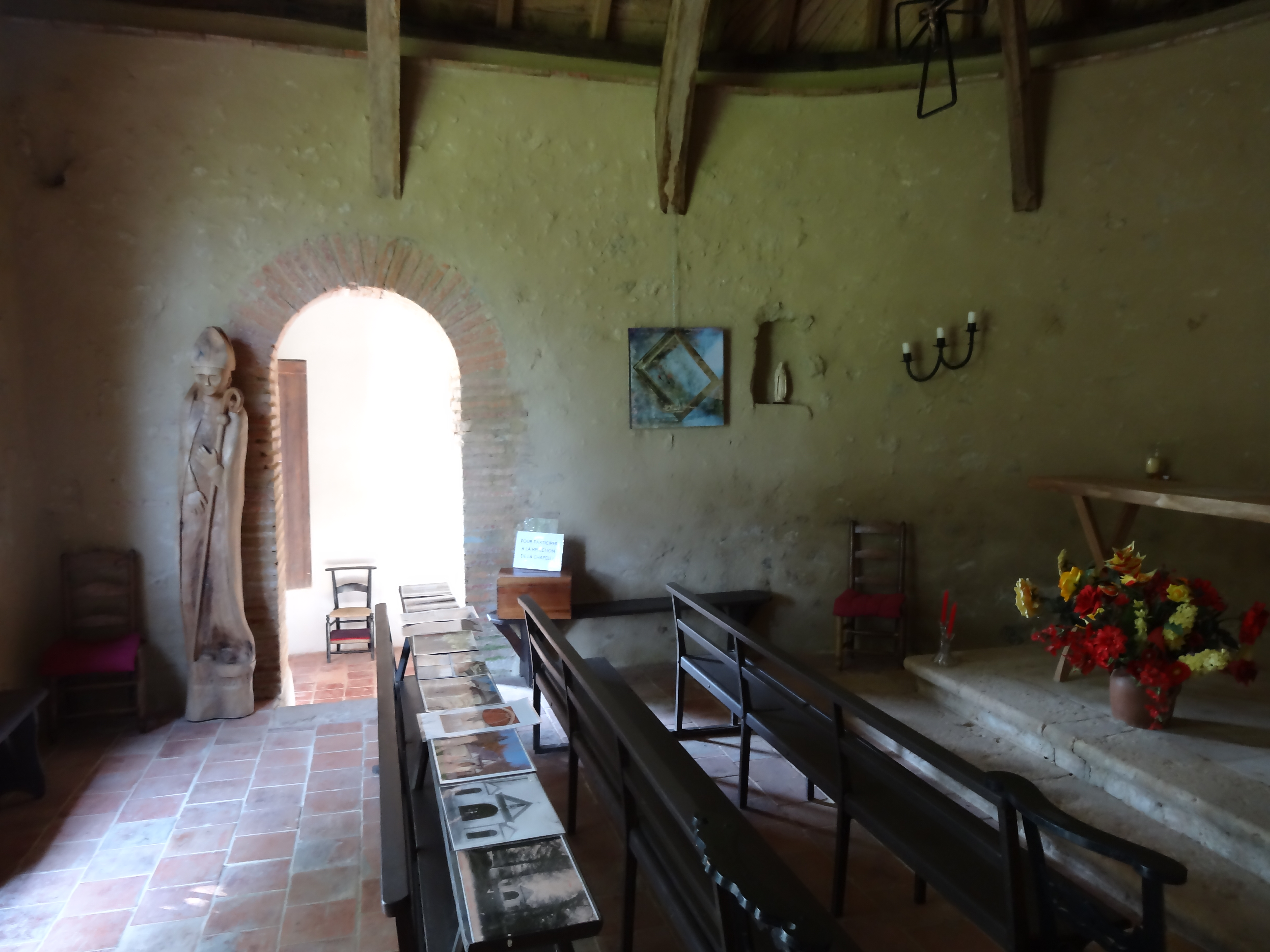
L'intérieur.

- Site castral de Baillasbats, à l'emplacement de la chapelle Saint-Valentin. Aucun vestige de l'ancien château, détruit au XIXe siècle, n'est aujourd'hui visible en élévation.
- Site castral de Lasségan. Aucun vestige de l'ancien château n'est aujourd'hui visible en élévation.
- Château de Sardac, figuré sur le cadastre de 1828[48]. Aucun vestige de l'ancien château n'est aujourd'hui visible en élévation.
- Motte castrale du Tuco.
- Le Musée Paysan d'Émile[49],[50] invite à revivre la vie quotidienne des paysans gascons.

### Personnalités liées à la commune
- Jules de Carsalade du Pont (1847-1932) : ecclésiastique né à Simorre.
- Yan Bernard Dyl (1887-1944), artiste et résistant.
- Paul Saint-Martin (1901-1940) : homme politique  né à Simorre.
- Guy Lafitte (1927-1998) : saxophoniste de jazz mort à Simorre.

### Héraldique
| Blason | Blasonnement : Parti : au premier d'azur aux deux fleurs de lys d'or l'une sur l'autre, au second de gueules à la crosse épiscopale d'argent surmontée de trois étoiles du même rangées en chef. |